# Ararat
Ararat (în armeană Արարատ, în turcă Ağrı Dağı) sau Masis (în armeană Մասիս) este un munte vulcanic situat în estul Anatoliei, pe Platoul Armeniei, în apropierea granițelor Turciei cu Armenia, Iran și enclava Nahicevan din Azerbaidjan. Vârful său, cu o înălțime de 5.137 m, reprezintă punctul de maximă altitudine din Turcia.
Masivul Ararat are la bază o lățime de aproximativ 35 km și două vârfuri proeminente, cel secundar fiind numit Micul Ararat (3.896 m). Primele tentative de a ajunge pe vârful muntelui Ararat au fost înregistrate încă din Evul Mediu, dar Friedrich Parrot, Haceatur Abovian și alți patru au fost cei care au reușit prima ascensiune, în 1829.
Muntele este denumit Ağrı Dağı sau Masis, dar încă din Evul Mediu a fost cunoscut sub numele de Ararat, deoarece a fost identificat cu „munții Ararat” (în ebraica biblică arhaică הָרֵי אֲרָרָט‎, în ebraica tiberiană hārê ’Ǎrārāṭ, în septuaginta: τὰ ὄρη τὰ Ἀραράτ) descriși în Biblie drept locul de odihnă al Arcei lui Noe, în ciuda faptului că versetul 4, capitolul 8 din Facerea nu se referă în mod specific la un munte Ararat.
Deși se află în afara granițelor Armeniei moderne, muntele Ararat este principalul simbol național al Armeniei, fiind considerat de armeni un munte sacru, reprezentând un simbol proeminent în literatura și arta armeană și o icoană pentru iredentismul armean. Este înfățișat pe stema Armeniei, împreună cu Arca lui Noe.

## Granițele politice
Muntele Ararat aproape formează un punct cvadruplu între Turcia, Iran, Armenia și enclava Nahicevan din Azerbaidjan. Vârful său este situat la 16 kilometri spre vest atât de granița iraniană cât și de granița cu exclava Nahicevan, și la 32 kilometri la sud de granița cu Armenia. Frontierele triple turco-armeano-azerbaidjană și turco-iraniano-azerbaidjană sunt la 8 kilometri, separate printr-o fâșie îngustă de teritoriu turcesc care include drumul european E99 spre Nahicevan.
Din secolul al XVI-lea până în 1828, zona a făcut parte din granița otomano-persană, vârful Marele Ararat și versanții nordici, împreună cu versanții estici ai Micului Ararat fiind controlate de Persia. După războiul ruso-persan (1826–1828) și Tratatul de la Turkmenchay, teritoriul controlat de persani a fost cedat Imperiului Rus, Micul Ararat devenind punctul spre care convergeau frontierele imperiale turcești, persane și ruse. Granițele internaționale actuale s-au stabilit de-a lungul secolului al XX-lea. Muntele a intrat sub control turcesc în timpul războiului turco-armean din 1920, devenind oficial parte a Turciei în conformitate cu Tratatul de la Moscova din 1921 și Tratatul de la Kars. La sfârșitul anilor 1920, Turcia a trecut granița cu Iranul și a ocupat flancul estic al Micului Ararat, cu scopul de a înăbuși rebeliunea kurdă din provincia Ağrı, în timpul căreia rebelii kurzi au folosit zona ca un refugiu sigur împotriva statului turc. Iranul a fost ulterior dispus să cedeze zona respectivă Turciei, în urma unui schimb teritorial. Granița dintre Iran și Turcia, una dintre cele mai vechi din lume, rămasă mai mult sau mai puțin neschimbată după Bătălia de la Chaldiran din 1514 și de la semnarea Tratatului de la Zuhab din 1639, trece la est de Micul Ararat, vârful secundar al masivului Ararat.
Din 2004, accesul pe munte este deschis alpiniștilor doar dacă dețin un „permis militar”. Procedura de obținere a permisului presupune depunerea unei cereri oficiale la o ambasadă a Turciei pentru o „viză Ararat” specială, și este obligatorie angajarea unui ghid oficial desemnat de Federația Turcă de Alpinism.

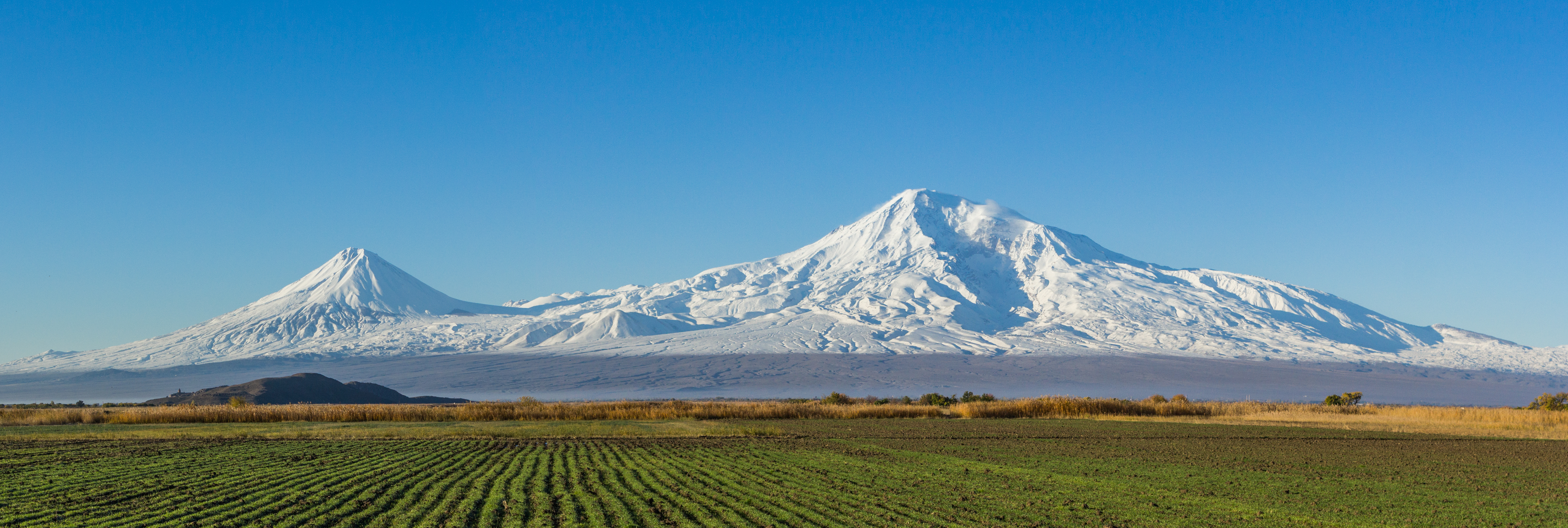
Vedere a podișului și masivului Ararat, dinspre Artashat

## Nume și etimologie

### Ararat
Ararat (pronunție în armeană vestică: Ararad) este numele în ebraica biblică arhaică אררט ʾrrṭ (în ebraica tiberiană אֲרָרָט ʾărārāṭ, în Manuscrisele de la Marea Moartă הוררט hōrārāṭ) înrudit cu numele asirian Urartu al unui regat care a existat în Podișul Armeniei în secolele IX-VI î.Hr.. În secolul al XIX-lea, Wilhelm Gesenius a speculat că numele provine din Arjanwartah, un cuvânt neatestat în sanscrită, fără o legătură clară, care se presupune că înseamnă „pământ sfânt”. Istoricul Ashot Melkonyan, director al Institutului de Istorie al Academiei Naționale de Științe din Armenia, leagă originea cuvântului „Ararat” de prefixul „ar–”, atribuit mai multor nume de locuri din Podișul Armeniei, inclusiv armenilor înșiși. 
În limbile europene, muntele este cunoscut sub numele de Ararat, deși niciunul dintre popoarele native nu a utilizat în mod tradițional acest nume cu referire la munte, iar denumirea de Ararat a apărut abia în Evul Mediu, istoricii armeni timpurii considerând că Araratul biblic se află în Corduene.

### Ağrı și Agirî
Numele turcesc Ağrı Dağı (pronunție în turcă [aːɾɯ da.ɯ], în traducere „Muntele Ağrı”, în turcă otomană اغـر طﺎﻍ Ağır Dağ), este cunoscut încă din Evul Mediu târziu. Deși termenul „ağrı” se traduce literal prin „durere”, numele actual este considerat un derivat al numelui turcesc inițial al muntelui, Ağır Dağ, care se traduce prin „munte greu, masiv”. Exploratorul din secolul al XVII-lea Evliya Çelebi s-a referit la el numindu-l Ağrî în lucrarea sa Seyahatnâme [„Cartea călătoriilor”, note de călătorie ale turcului otoman Evliya Çelebi (1611–1682)].
Numele kurd al muntelui este Çiyayê Agirî ([t͡ʃɪjaːˈje aːgɪˈriː]), care se traduce prin „muntele de foc”. Un alt nume în limba kurdă este Grîdax, care este compus din termenul grî, probabil o variantă coruptă a termenului kurd girê („deal”) sau Agirî, și dax, care provine din termenul turcesc dağ („munte”).
În ciuda prezumtivelor semnificații ale termenilor Ağrı Dağı ca „muntele durerii” în limba turcă și Çiyayê Agirî ca „muntele de foc” în limba kurdă, a fost subliniată o relație lingvistică între numele muntelui și un sat de pe versanții acestuia numit Ağori (în prezent Yenidoğan), dar înțelesul exact al acestor nume înrudite rămâne necunoscut.

### Masis
În limba armeană, numele tradițional al muntelui este Masis (Մասիս maˈsis) sau Massis. Cu toate acestea, în limba armeană actuală, termenii Masis și Ararat sunt folosiți pe scară largă, adesea interschimbabil. Vârfurile muntelui sunt uneori denumite la plural Մասիսներ (Masisner). Marele Ararat este numit și Մասիս (maˈsis, Masis) sau Մեծ Մասիս (Mets Masis, „Marele Masis”), iar Micul Ararat este numit și Սիս (Sis) sau Փոքր Մասիս (P′ok′r Masis, „Micul Masis”). Termenul „Ararat” apare în literatura armeană din perioada medievală timpurie, ca urmare a inventării alfabetului armenesc. Etimologia populară prezentată în lucrarea lui Moise de Corene intitulată Istoria Armeniei derivă numele de la regele Amasya, strănepotul legendarului patriarh armean Hayk, prezumtiv descendent al lui Noe, despre care se spune că a numit muntele „Masis” după sine.
Au fost propuse diverse etimologii. Orientalistul rus Anatoly Novoseltsev a sugerat că „Masis” derivă din masist, „cel mai mare” în pahlavi, limba literară din Imperiul Sasanid. Potrivit istoricului armean Sargis Petrosian, rădăcina mas- (* mņs- în limba proto-indo-europeană) din Masis înseamnă „munte”. Potrivit arheologului Armen Petrosian, numele provine de la muntele Māšu menționat în Epopeea lui Ghilgameș, denumire similară fonetic cu Māsu din limba asiriană. Conform acestei teorii, numele însemna „geamăn”, făcând referire la vârfurile gemene ale muntelui. Erkuahi, un tărâm menționat în textele urartiene și identificat cu muntele Ararat, ar putea reflecta forma în limba armeană a aceluiași nume, întrucât în armeană termenul երկու (erku) înseamnă „doi”.
În prezent, atât Ararat, cât și Masis sunt prenume masculine comune în rândul armenilor.

### Alte denumiri
Numele tradițional în limba persană este کوه نوح, pronunție în persană [ˈkuːhe ˈnuːh], Kūh-e Nūḥ, în traducere literală „muntele lui Noe”.
În epoca clasică, în special în lucrarea lui Strabon Geographica (XI.14.2 și XI.14.14), vârfurile muntelui Ararat erau cunoscute în greaca veche ca Ἄβος (Abos) și Νίβαρος (Nibaros). Numele vârfurilor sunt, de asemenea, transliterate ca Abus și Nibarus. Denumirile Abos și Nibaros sunt folosite de savanți precum Nicholas Adontz, Vladimir Minorsky și Julius Fürst.

## Geografie
Muntele Ararat este situat în Regiunea Anatolia de Est din Turcia, între provinciile Ağrı și Iğdır, în apropierea granițelor cu Iran, Armenia și enclava Nahicevan din Azerbaidjan, între râurile Aras și Murat. Platoul vulcanic Serdarbulak (2.600 m) separă vârfurile muntelui Ararat, iar pe versanții vestici se găsește o zonă umedă numită Doğubayazıt sazlığının. Vârful muntelui Ararat este situat la 16 kilometri vest de granița Turcia-Iran și la 32 kilometri sud de granița Turcia-Armenia. Câmpia Ararat se întinde de-a lungul laturilor sale de nord-vest și vest.

### Înălțimea muntelui
Ararat este al treilea cel mai înalt munte din Asia de Vest.

Muntele Ararat 3D

O altitudine maximă de 5.165 metri pentru muntele Ararat este menționată de unele enciclopedii și lucrări de referință, cum ar fi Dicționarul geografic Merriam-Webster, Enciclopedia Geografiei Mondiale, dar și de NASA sau OpenTopoMap. Cu toate acestea, numeroase alte surse, precum United States Geological Survey și numeroase hărți topografice indică faptul că valoarea larg răspândită a înălțimii muntelui este de 5.137 metri. Totuși, înălțimea actuală poate fi chiar de 5.125 metri, din cauza topirii calotei glaciare, respectiv a zăpezii și gheții care acoperă vârfurile muntelui. Astfel, potrivit lui Petter E. Bjørstad, Șef al departamentului de informatică la Universitatea din Bergen (Norvegia): „Am măsurat altitudinea vârfului, înregistrând peste 300 de citiri GPS, stabilind o medie de 5.132 de metri, cu 5 metri mai puțin decât valoarea de 5.137 metri adesea citată. Acest lucru arată clar că altitudinea de 5.165 de metri pe care o folosesc multe surse este greșită. Vârful este de fapt o creastă de zăpadă, fără ca vreo bucată de stâncă să fie vizibilă. Astfel, altitudinea exactă se schimbă odată cu anotimpurile și este cu siguranță influențată de schimbările climatice (încălzirea globală). Măsurătorile GPS ulterioare din Iran au sugerat că datele GPS ar avea o abatere de aproximativ 10 metri în plus în această parte a lumii, ceea ce ar indica o valoare reală a înălțimii vârfului muntelui Ararat în jur de 5.125 de metri”.

### Calota glaciară de pe vârf
Calota glaciară de pe vârful muntelui Ararat s-a micșorat cel puțin după anul 1957. La sfârșitul anilor 1950, M. M. Blumenthal a observat că existau 11 ghețari rezultați dintr-o masă de zăpadă de pe vârf care acoperea aproximativ 10 km². La acel moment, s-a constatat că ghețarii de pe vârful Araratului coborau până la o altitudine de 3.900 metri pe versantul nordic și o altitudine de 4.200 metri pe versantul sudic. Folosind date preexistente provenite din imagistică aeriană și teledetecție, Mehmet Akif Sarıkaya și alții au studiat evoluția calotei glaciare de pe muntele Ararat între 1976 și 2011, descoperind că aceasta s-a micșorat la 8 km² până în 1976 și la 5,7 km² până în 2011. Au calculat că între 1976 și 2011, calota glaciară de pe vârful muntelui Ararat a pierdut 29% din suprafața sa totală, la o rată medie de pierdere a gheții de 0,07 km² pe an în decurs de 35 de ani. Această rată este în concordanță cu ratele generale de retragere a altor ghețari și calote glaciare turcești care au fost documentate de alte studii. Potrivit unui studiu din 2020 al lui Mustafa Yalcin, „dacă retragerile glaciare continuă cu aceeași rată, ghețarul permanent se va transforma probabil într-un ghețar temporar până în 2065”. M. M. Blumenthal a estimat că linia zăpezii atingea o altitudine de până la 3.000 de metri în timpul pleistocenului târziu. O astfel de valoare a liniei zăpezii ar fi creat o calotă glaciară de 100 km². Cu toate acestea, el a observat o lipsă a oricărei dovezi clare a morenelor preistorice, altele decât cele care erau aproape de limbile ghețarilor din 1958. Blumenthal a explicat absența unor astfel de morene prin lipsa crestelor laterale de limitare, încărcătura insuficientă de resturi de rocă în gheață pentru a forma morene și acoperirea acestora prin erupții ulterioare. Ulterior, J. H. Birman a observat pe versanții orientați spre sud o posibilă morenă care se extindea cu cel puțin 300 de metri în altitudine sub baza calotei glaciare din 1958, la o altitudine de 4.200 de metri. El a găsit, de asemenea, două depozite morenice care au fost create de un ghețar din valea muntelui Ararat în pleistocen, posibil din perioada episodului glacial Vistula (Valdai în Rusia, Würm în Alpi, ultimul maxim glaciar), în aval de lacul Balık. Morena superioară se află la o altitudine de aproximativ 2.200 metri, iar morena inferioară la aproximativ 1.800 de metri. Morena inferioară începe la aproximativ 15 km în aval de lacul Balık. Ambele morene au aproximativ 30 de metri înălțime. Se bănuiește că lacul Balık ocupă un bazin glaciar.

## Geologie
Muntele Ararat este un stratovulcan compus poligenic. Acoperind o suprafață de 1.100 km², este cel mai mare vulcan din regiune. De-a lungul axei longitudinale nord-vest-sud-est, muntele Ararat are o lungime de aproximativ 45 km și o lățime de aproximativ 30 km, fiind format din aproximativ 1.150 km³ de roci vulcanice — dacit și riolit, și din depuneri de lavă dacitică, riolitică și bazaltică.
Muntele Ararat este format din două conuri vulcanice distincte, Marele Ararat și Micul Ararat. Conul vulcanic vestic, Marele Ararat, este un con vulcanic cu laturi abrupte, mai voluminos și mai înalt decât conul vulcanic estic. Marele Ararat are o lățime de aproximativ 25 kilometri la bază și se ridică cu aproximativ 3 kilometri deasupra nivelului bazinelor adiacente Iğdir și Doğubeyazıt. Conul vulcanic estic, Micul Ararat, are 3.896 metri înălțime și 15 kilometri diametru. Aceste conuri vulcanice, care se află la o distanță de 13 kilometri, sunt separate printr-o vale largă orientată pe direcția nord-sud. Această vale este expresia de suprafață a unei falii geologice. Numeroase conuri parazitare (laterale) și domuri vulcanice s-au format prin erupții de flanc de-a lungul acestei falii și pe flancurile ambelor conuri vulcanice principale.
Muntele Ararat se află într-un bazin de deplasare complex, care inițial a fost o singură depresiune continuă. Ridicarea muntelui Ararat a împărțit această depresiune în două bazine mai mici, bazinele Iğdir și Doğubeyazıt. Acest bazin de deplasare este rezultatul mișcării în plan orizontal a două segmente de falie suprapuse, Doğubeyazıt–Gürbulak și Iğdir, a unui sistem de alunecare plan-orizontală spre stânga (sinistral strike-slip). Tensiunea dintre aceste falii nu numai că a format bazinul inițial de deplasare, dar a creat un sistem de falii, prezentând un model de coadă de cal, care controlează poziția principalelor centre de erupție vulcanică ale muntelui Ararat și centura liniară asociată a conurilor vulcanice parazite. Sistemul de falii de alunecare în interiorul căruia se află muntele Ararat este rezultatul convergenței nord-sud și al compresiei tectonice între Platforma Arabă și Laurasia care a continuat după ce Marea Tethys s-a închis, în timpul eocenului, de-a lungul centurii geologice Bitlis–Zagros.

### Istoric geologic

Harta tectonică a Mării Mediterane și a lanțurilor montane adiacente

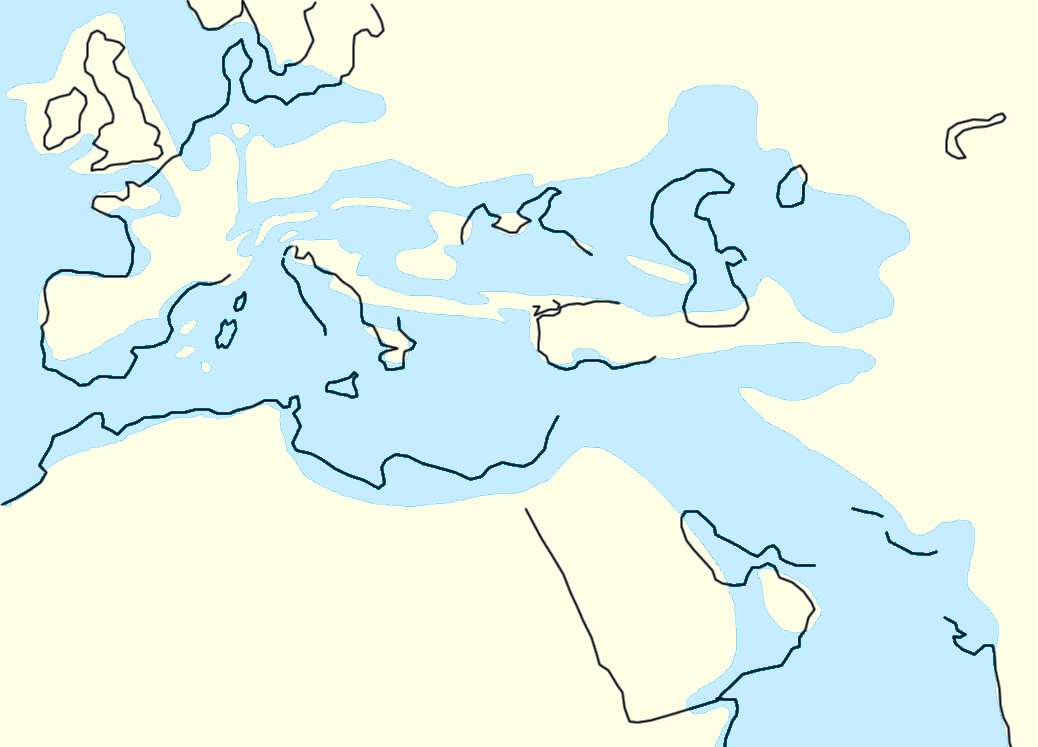
Paleogeografia oligocenului timpuriu

În eocenul timpuriu și miocen timpuriu, ciocnirea platformei arabe cu Laurasia a închis și a eliminat Marea Tethys din zona a ceea ce este în prezent Anatolia. Închiderea acestor mase de crustă continentală a prăbușit acest bazin oceanic până în eocenul mijlociu și a dus la o diminuare progresivă a mărilor rămase, până la sfârșitul acestei perioade. Convergența tectonică post-coliziune în zona de coliziune a dus la eliminarea totală a mărilor rămase din Anatolia de Est la sfârșitul miocenului timpuriu, scurtarea și îngroșarea crustei în zona de coliziune și ridicarea platoului Anatolian-Iranian de Est. Această ridicare a fost însoțită de o deformare extinsă a faliilor prin fracturare și pliere, care a dus la crearea a numeroase bazine locale. Deformația compresială nord-sud continuă și astăzi, așa cum este evidențiată de faliile, vulcanismul și seismicitatea continue.
În Anatolia, vulcanismul regional a început în miocenul mijlociu-târziu. În perioada miocenului târziu – pliocen, vulcanismul larg răspândit a acoperit întreg platoul Anatolian-Iranian de Est cu roci vulcanice groase. Această activitate vulcanică a continuat neîntrerupt până în vremuri istorice. Aparent, a atins un punct culminant în timpul miocenului târziu – pliocenului, 6 până la 3 milioane de ani în urmă. În cuaternar, vulcanismul a devenit limitat la câțiva vulcani locali, cum ar fi muntele Ararat. Acești vulcani sunt în mod obișnuit asociați cu fracturi tensionale nord-sud apărute prin deformarea continuă de încrețire pe direcția nord-sud a Anatoliei.
În studiul lor detaliat asupra vulcanismului din cuaternar al Anatoliei, Yilmaz, Güner și Saroğlu au recunoscut patru faze ale orogenezei muntelui Ararat din roci vulcanice expuse în văile glaciare adânc sculptate în flancurile sale. În primul rând, ei au identificat o „fază de erupție prin fisuri”, de natură Pliniană și sub-Pliniană (similară cu erupția vulcanului Vezuviu din anul 79 d.Hr.), care a depus mai mult de 700 de metri de roci piroclastice și câteva canale de lavă bazaltică.
Aceste roci vulcanice au rezultat din erupțiile fisurilor de extensie orientate nord nord-vest-sud-sud-est, înainte de formarea muntelui Ararat. În a doua etapă, o „fază de formare a conurilor” a început când activitatea vulcanică a fost localizată într-un punct de-a lungul unei fisuri. În această fază, erupția de fluxuri succesive de lavă care s-a depus în straturi de până la 150 de metri grosime și fluxuri piroclastice cu conținut de andezit și dacit, precum și erupțiile ulterioare care au generat curgeri de lavă bazaltică, au format conul Marele Ararat, cu profil conic redus.
În a treia etapă, în timpul unei „faze climatice”, au erupt fluxuri substanțiale de lave andezitice și bazaltice. În această fază, actualele conuri, Mare și Mic, ale muntelui Ararat s-au format pe măsură ce au avut loc erupții de-a lungul fisurilor secundare și de flanc. În cele din urmă, erupțiile vulcanice de pe muntele Ararat au trecut într-o „fază de erupție de flanc”, în timpul căreia o falie majoră orientată în direcția nord-sud a continuat formarea celor două conuri, care s-au dezvoltat împreună cu o serie de fisuri secundare de pe flancurile vulcanului.
De-a lungul acestei falii și a fisurilor și crăpăturilor subsidiare, s-au format o serie de conuri și cupole parazite, prin erupții minore. Un con subsidiar a erupt fluxuri voluminoase de lavă bazaltică și andezitică, acestea formând canale de curgere de-a lungul câmpiei Doğubeyazıt și de-a lungul râului Sarısu care curgea spre sud. Aceste fluxuri de lavă au format fluxuri de lavă neagră ʻaʻā (lavă bazaltică, cu suprafață rugoasă, compusă din blocuri de lavă sparte) și lavă pāhoehoe (lavă bazaltică, cu suprafață netedă sau ondulată, rezultată din deplasarea lavei foarte fluide sub o crustă de suprafață solidificată) care conțin tuburi de lavă bine conservate. Datarea radiometrică a acestor fluxuri de lavă a identificat vârste radiometrice de 0,4, 0,48 și 0,81 milioane de ani. În general, vârstele radiometrice obținute din analizarea rocilor vulcanice de pe muntele Ararat variază între 1,5 și 0,02 milioane de ani.

### Activitate vulcanică și seismică recentă
Cronologia activității vulcanice din holocen asociată cu muntele Ararat este documentată prin săpături arheologice, istorie orală, înregistrări istorice sau o combinație a acestora, care oferă dovezi că erupțiile vulcanice ale muntelui Ararat au avut loc în 2500–2400 î.Hr., 550 î.Hr., posibil în 1450 d.Hr. și 1783 d.Hr. și cu siguranță în 1840 d.Hr. Dovezile arheologice demonstrează că erupțiile explozive și fluxurile piroclastice de pe flancul de nord-vest al muntelui Ararat au distrus și îngropat cel puțin o așezare (Kura-Araxes) și au provocat numeroase decese în perioada 2500–2400 î.Hr.. Istoriile orale au indicat că o erupție semnificativă de magnitudine incertă a avut loc în 550 î.Hr., iar erupții minore de natură incertă ar fi putut avea loc în 1450 d.Hr. și 1783 d.Hr.. Conform interpretării datelor istorice și arheologice, cutremure puternice care nu sunt asociate cu erupțiile vulcanice au avut loc în zonă în anii 139, 368, 851–893 și 1319 d.Hr.. În timpul cutremurului din 139 d.Hr., o mare alunecare de teren care a provocat multe victime și a fost similară cu alunecarea de teren din 1840 d.Hr. a provenit din zona vârfului muntelui Ararat.

#### Erupția din 1840
O erupție freatică (apare atunci când magma încălzește apele subterane sau de suprafață) a avut loc pe muntele Ararat la 2 iulie 1840, generând un flux piroclastic din fisurile radiale de pe flancul nordic superior al muntelui și un cutremur cu magnitudinea 7,4 care a provocat daune majore și numeroase victime. Până la 10.000 de oameni au murit, inclusiv 1.900 de locuitori din satul armean Akori (în prezent Yenidoğan), care au fost uciși de o alunecare de teren gigantică. În plus, această combinație de evenimente a distrus mănăstirea „Sfântul Iacob” de lângă Akori, orașul Aralik, mai multe sate și cazărmi militare rusești. De asemenea, a blocat temporar cursul râului Sevjur (Metsamor).

## Parcul Național Ağrı Dağı
Parcul Național Ağrı Dağı (în turcă Ağrı Dağı Millî Parkı) este un parc național din Turcia, în zona muntelui Ararat (în turcă Ağrı Dağı). A fost înființat în decembrie 2004 și este situat în extremitatea estică a țării. Granița cu Armenia se află la 30 km nord de Muntele Ararat, în timp ce granițele cu enclava Nahicevan din Azerbaidjan și cu Iranul sunt la 15 km spre est. În parc se găsesc 12 vârfuri numite, cel mai înalt fiind Marele Ararat (5.137 m), vârful principal al masivului Ararat, cel mai înalt munte din Turcia, care se găsește în partea estică a parcului. Peștera de gheață situată la poalele sudice ale Micului Ararat (în turcă Küçük Ağrı), la 3 kilometri distanță de satul Hallaç, și presupusa „groapă de meteorit”, situată la 35 de kilometri est de orașul Doğubeyazıt, se numără printre centrele de interes turistic din zonă.
Principala atracție a parcului este masivul Ararat cu cele două vârfuri ale sale, Marele Ararat (în turcă Büyük Ağrı Dağı) și Micul Ararat (în turcă Küçük Ağrı Dağı), despărțite de pasul Serdarbulak (în turcă Serdarbulak Geçidi, 2.700 m). Aria protejată acoperă 88 de hectare de teren în regiunea Anatolia de Est a Turciei. Pantele nordice și estice ale vârfului principal se ridică abrupt deasupra văii râului Aras, masivul Ararat măsurând la bază aproximativ 40 de kilometri în diametru. Poalele masivului sunt relativ ondulate și puțin abrupte, parțial împădurite. În zona parcului național există zone stâncoase, stepe montane (200-4.000 m), suprafețe acoperite de arbuști pe partea nordică (2.000-2.500 m) și zone acoperite cu zăpadă (peste 4000 m).
Există foarte puține surse de apă pe munte și majoritatea sunt sezoniere. Apele de suprafață includ pârâurile Malaryesin, Yakup Prophet și Buzhane în nord, Karahan și Söhlü în sud, pe malurile cărora sunt concentrate așezările din zonă. Pe versanții nordici ai Micului Ararat există o pădure relictă de mesteceni. În vârful muntelui se găsește cel mai mare ghețar din Turcia, cu o suprafață de 5,4 km².
Pe platoul Korhan se află o cavitate de 60 de metri adâncime și 35 de metri lățime, considerată inițial groapă de meteorit, a doua cea mai mare din lume. În urma cercetărilor recente, s-a stabilit că depresiunea este de fapt o dolină formată ca urmare a evenimentelor carstice. 

### Climă
Pe muntele Ararat nu există o stație meteorolgică, cea mai apropiată fiind stația Agri WMO 17099 39°43′31″N 43°3′8″E / 39.72528°N 43.05222°E, situată la o altitudine de 1.646 metri. Zona muntelui face parte din Regiunea floristică irano-turaniană, caracterizată prin climă continentală, majoritatea precipitațiilor având loc iarna și primăvara.
| Date climatice pentru WMO 17099 Agri (1.646 m) valori normale 1991-2020 | Date climatice pentru WMO 17099 Agri (1.646 m) valori normale 1991-2020 | Date climatice pentru WMO 17099 Agri (1.646 m) valori normale 1991-2020 | Date climatice pentru WMO 17099 Agri (1.646 m) valori normale 1991-2020 | Date climatice pentru WMO 17099 Agri (1.646 m) valori normale 1991-2020 | Date climatice pentru WMO 17099 Agri (1.646 m) valori normale 1991-2020 | Date climatice pentru WMO 17099 Agri (1.646 m) valori normale 1991-2020 | Date climatice pentru WMO 17099 Agri (1.646 m) valori normale 1991-2020 | Date climatice pentru WMO 17099 Agri (1.646 m) valori normale 1991-2020 | Date climatice pentru WMO 17099 Agri (1.646 m) valori normale 1991-2020 | Date climatice pentru WMO 17099 Agri (1.646 m) valori normale 1991-2020 | Date climatice pentru WMO 17099 Agri (1.646 m) valori normale 1991-2020 | Date climatice pentru WMO 17099 Agri (1.646 m) valori normale 1991-2020 | Date climatice pentru WMO 17099 Agri (1.646 m) valori normale 1991-2020 |
| Luna                                                                    | Ian                                                                     | Feb                                                                     | Mar                                                                     | Apr                                                                     | Mai                                                                     | Iun                                                                     | Iul                                                                     | Aug                                                                     | Sep                                                                     | Oct                                                                     | Nov                                                                     | Dec                                                                     | Anual                                                                   |
| ----------------------------------------------------------------------- | ----------------------------------------------------------------------- | ----------------------------------------------------------------------- | ----------------------------------------------------------------------- | ----------------------------------------------------------------------- | ----------------------------------------------------------------------- | ----------------------------------------------------------------------- | ----------------------------------------------------------------------- | ----------------------------------------------------------------------- | ----------------------------------------------------------------------- | ----------------------------------------------------------------------- | ----------------------------------------------------------------------- | ----------------------------------------------------------------------- | ----------------------------------------------------------------------- |
| Maxima medie °C (°F)                                                    | −4.6 (23,7)                                                             | −2.6 (27,3)                                                             | 3.7 (38,7)                                                              | 12.9 (55,2)                                                             | 18.8 (65,8)                                                             | 24.9 (76,8)                                                             | 29.8 (85,6)                                                             | 30.8 (87,4)                                                             | 25.7 (78,3)                                                             | 18.0 (64,4)                                                             | 8.2 (46,8)                                                              | −1.1 (30)                                                               | 13,8 (56,8)                                                             |
| Media zilnică °C (°F)                                                   | −10 (14)                                                                | −8.6 (16,5)                                                             | −1.7 (28,9)                                                             | 6.7 (44,1)                                                              | 11.9 (53,4)                                                             | 16.9 (62,4)                                                             | 21.3 (70,3)                                                             | 21.8 (71,2)                                                             | 16.7 (62,1)                                                             | 9.8 (49,6)                                                              | 1.5 (34,7)                                                              | −6 (21,2)                                                               | 6,8 (44,2)                                                              |
| Minima medie °C (°F)                                                    | −14.8 (5,4)                                                             | −13.8 (7,2)                                                             | −6.4 (20,5)                                                             | 1.4 (34,5)                                                              | 5.5 (41,9)                                                              | 8.9 (48)                                                                | 12.9 (55,2)                                                             | 13.0 (55,4)                                                             | 7.8 (46)                                                                | 2.9 (37,2)                                                              | −3.7 (25,3)                                                             | −10.2 (13,6)                                                            | 0,4 (32,7)                                                              |
| Precipitații mm (inches)                                                | 36.2 (1.425)                                                            | 39.47 (1.5539)                                                          | 49.3 (1.941)                                                            | 75.15 (2.9587)                                                          | 76.42 (3.0087)                                                          | 42.77 (1.6839)                                                          | 22.49 (0.8854)                                                          | 13.17 (0.5185)                                                          | 20.19 (0.7949)                                                          | 51.54 (2.0291)                                                          | 40.42 (1.5913)                                                          | 42.93 (1.6902)                                                          | 510,05 (20,0807)                                                        |
| Umiditate [%]                                                           | 78.3                                                                    | 78.4                                                                    | 76.0                                                                    | 69.4                                                                    | 66.6                                                                    | 60.0                                                                    | 53.7                                                                    | 50.0                                                                    | 52.9                                                                    | 64.6                                                                    | 72.8                                                                    | 79.5                                                                    | 66,8                                                                    |
| Nr. de zile cu precipitații (≥ 0.1 mm)                                  | 6.7                                                                     | 7.1                                                                     | 8.7                                                                     | 11.4                                                                    | 12.1                                                                    | 6.3                                                                     | 4.1                                                                     | 3.1                                                                     | 3.4                                                                     | 6.9                                                                     | 6.1                                                                     | 7.2                                                                     | 83,1                                                                    |
| Ore însorite                                                            | 65.1                                                                    | 86.6                                                                    | 129.1                                                                   | 168.6                                                                   | 229.2                                                                   | 279.4                                                                   | 312.2                                                                   | 301.6                                                                   | 268.2                                                                   | 206.8                                                                   | 134.3                                                                   | 57.9                                                                    | 2.239,0                                                                 |
| Sursă: NOAA                                                             |                                                                         |                                                                         |                                                                         |                                                                         |                                                                         |                                                                         |                                                                         |                                                                         |                                                                         |                                                                         |                                                                         |                                                                         |                                                                         |

### Flora și fauna
În ciuda zăpezii care acoperă în fiecare an parcul național, regiunea înconjurătoare înregistrează cantități minime de precipitații, ceea ce face dificilă dezvoltarea vegetației. Podișurile și poalele din parc sunt populate de ierburi și arbuști. Parcul Național se încadrează în regiunea fitogeografică Iran-Turan.
Flora
Vegetația parcului național este diversă. Conține 21 de plante endemice, dintre care trei se găsesc doar în zona muntelui Ararat: Allium baytopiorom, Sedum hewitti și Sesleria araratica. Se găsesc exemplare de ienupăr (Juniperus communis), carpen (Carpinus betulus), mesteacăn (Betula), bujor sălbatic (Paeonia turcica), mai multe specii de trifoi (Trifolium) caucazian, roșu, alb și sălbatic, sunătoare (Hypericum perforatum), orz sălbatic (Hordeum vulgare), grâu sălbatic (Triticum urartu) și secară sălbatică (Secale cereale).

Flora din zona Ararat
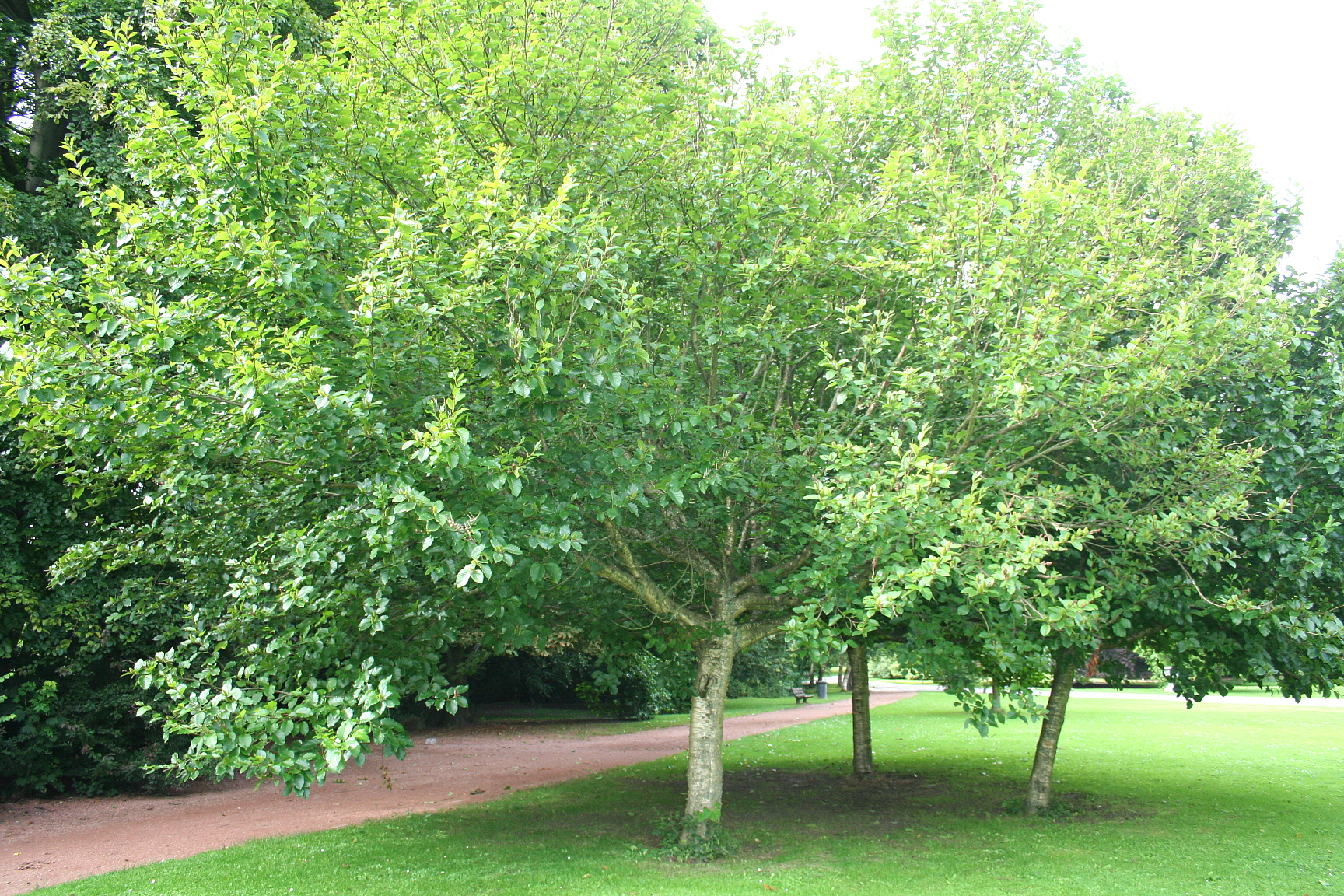
Mesteacăn caucazian (Betula medwediewii)
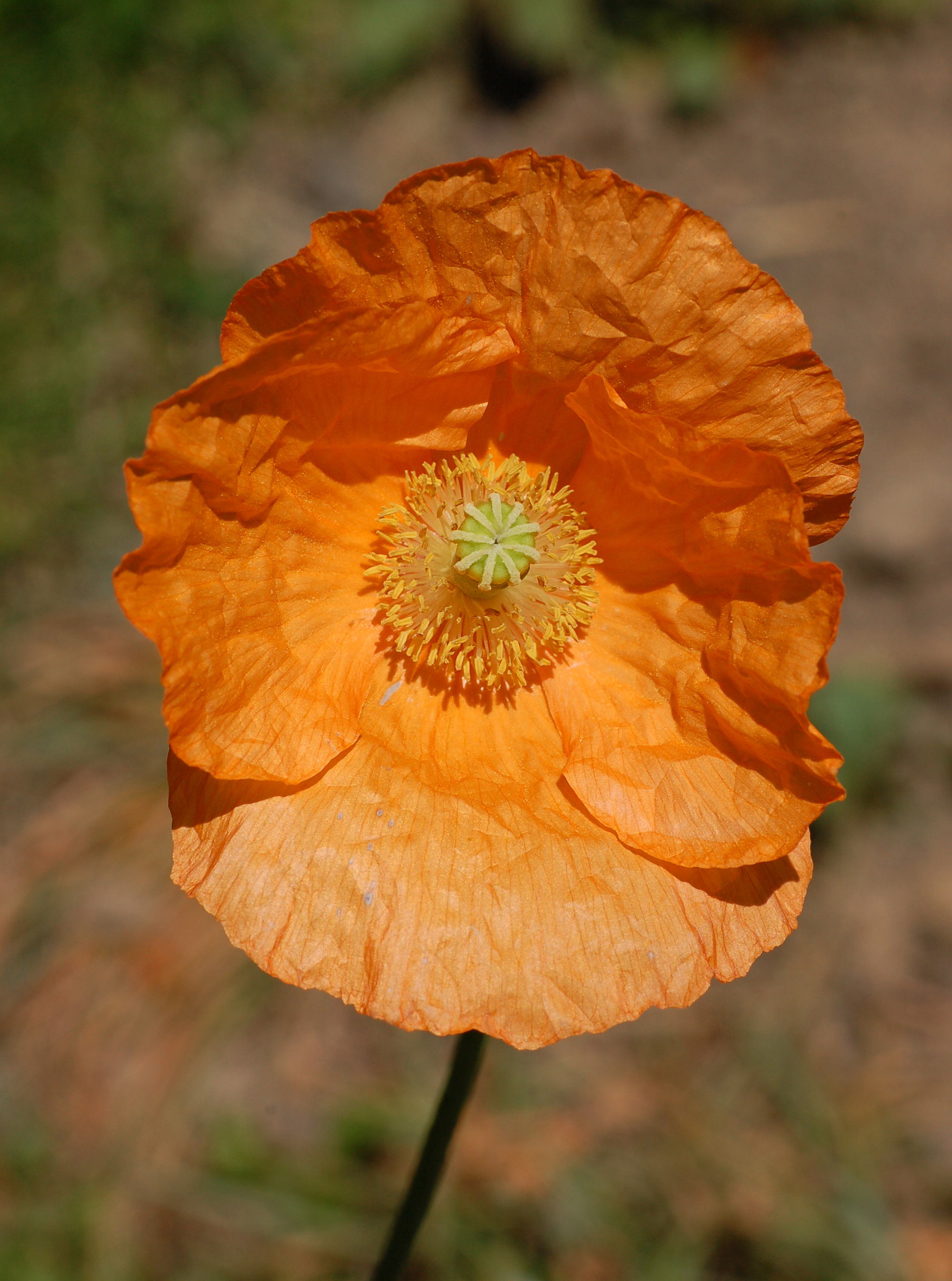
Mac armenesc (Papaver lateritium)
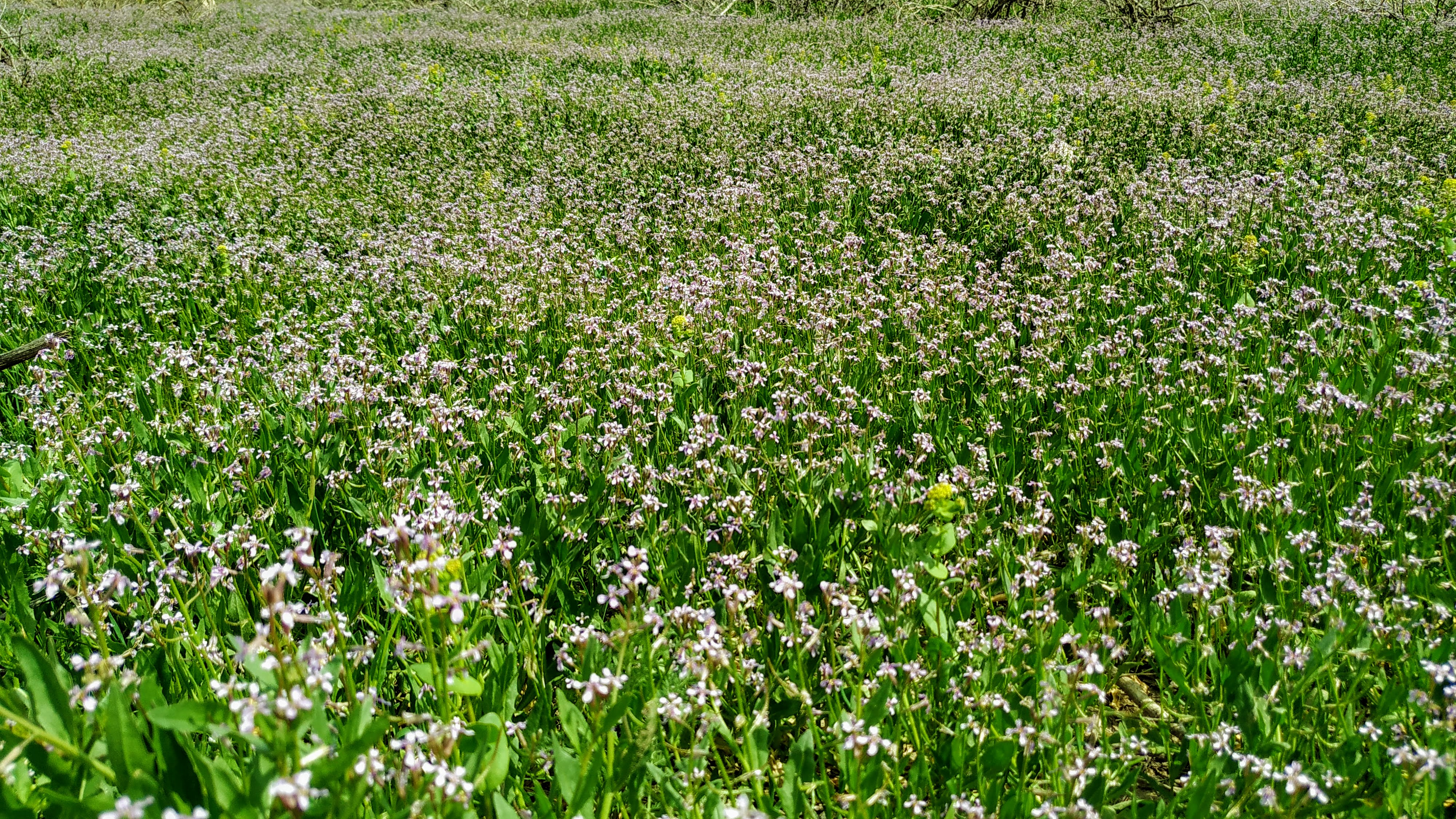
Vegetație în zona Ararat
Piersic sălbatic (Prunus persica)
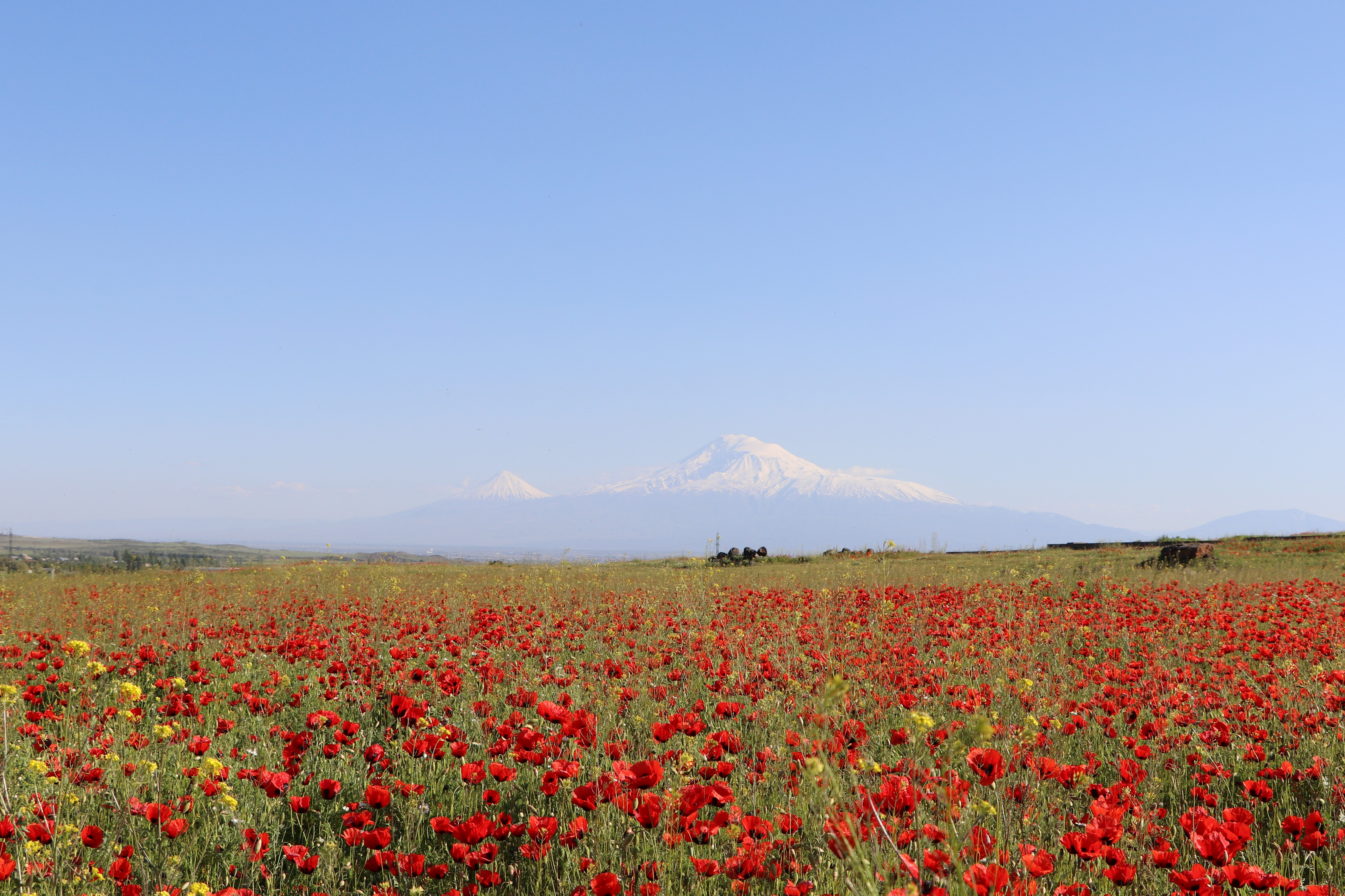
Vegetație în zona Ararat

Fauna
În parcul național se regăsesc potârnichea cenușie meridională (Perdix perdix canescens), vulturul bărbos (Gypaetus barbatus), cinteza mongolică (Bucanetes mongolicus), șorecarul cu picioare lungi (Buteo rufinus), presura de grădină (Emberiza hortulana), acvila de munte (Aquila chrysaetos), șoimul călător (Falco peregrinus), stăncuța de munte (Pyrrhocorax pyrrhocorax), cocoșul de zăpadă (Tetraogallus caspius), pârșul (Myomimus setzeri), vulpea (Vulpes vulpes), lupul (Canis lupus), iepurele (Lepus europaeus), râsul (Lynx lynx), mistrețul (Sus scrofa), șopârla Süphan (Eremias suphani), păstrăvul (Salmo trutta) și crapul (Cyprinus carpio). 
Zona este foarte bogată în ceea ce privește speciile de fluturi, printre care fluturele Apollo (Parnassius apollo) și fluturele siberian maro (Triphysa phryne), ambele specii fiind specii amenințate la nivel global, dar și fluturele Erebia (Erebia iranica dromulus), o specie endemică. Parcul Național Ağrı Dağı se află pe rute importante de migrație a păsărilor, precum dumbrăveanca (Coracias garrolus) sau sfrânciocul roșiatic (Lanius collurio).

Fauna din zona Ararat
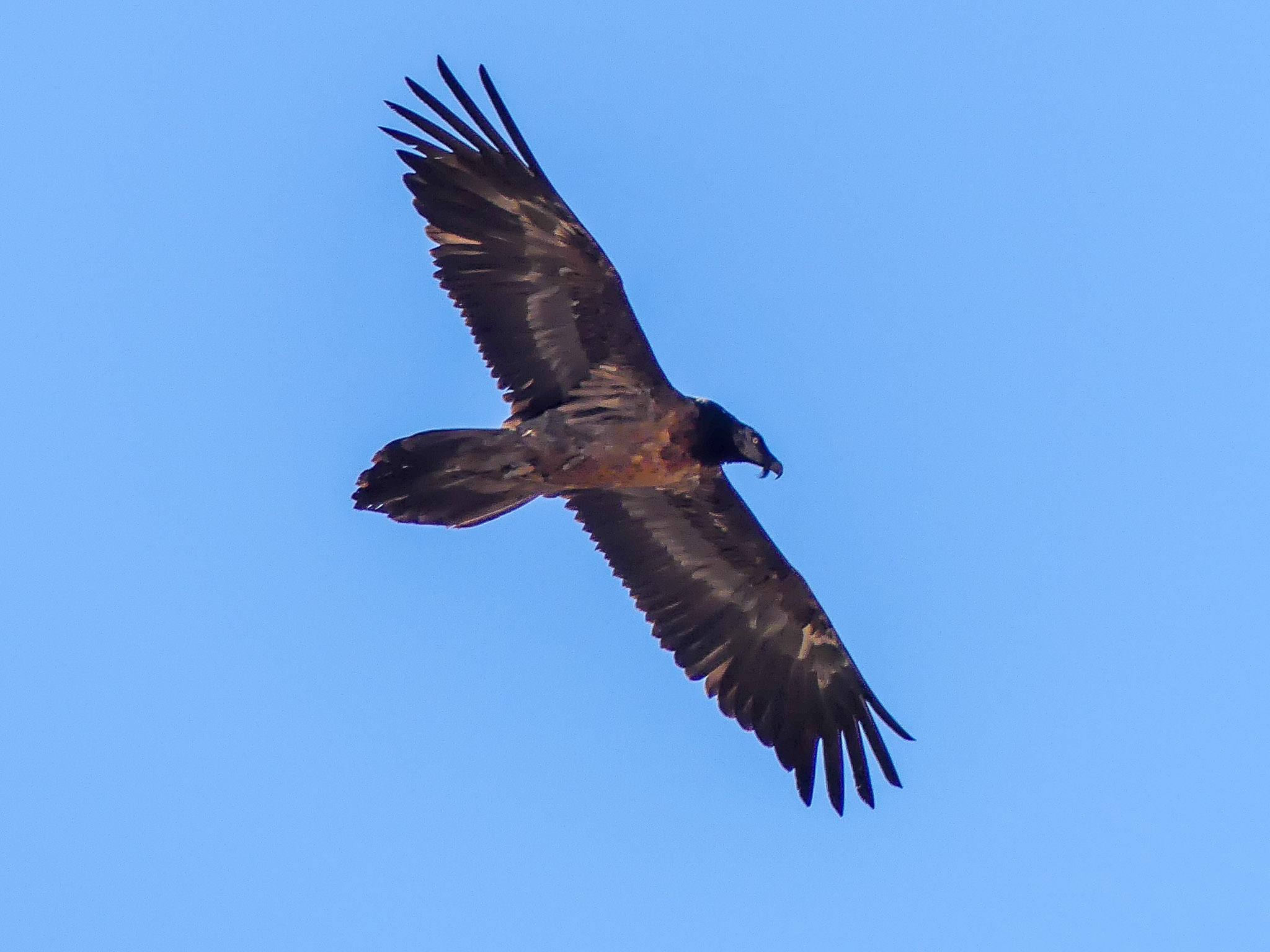
Vultur bărbos (Gypaetus barbatus)
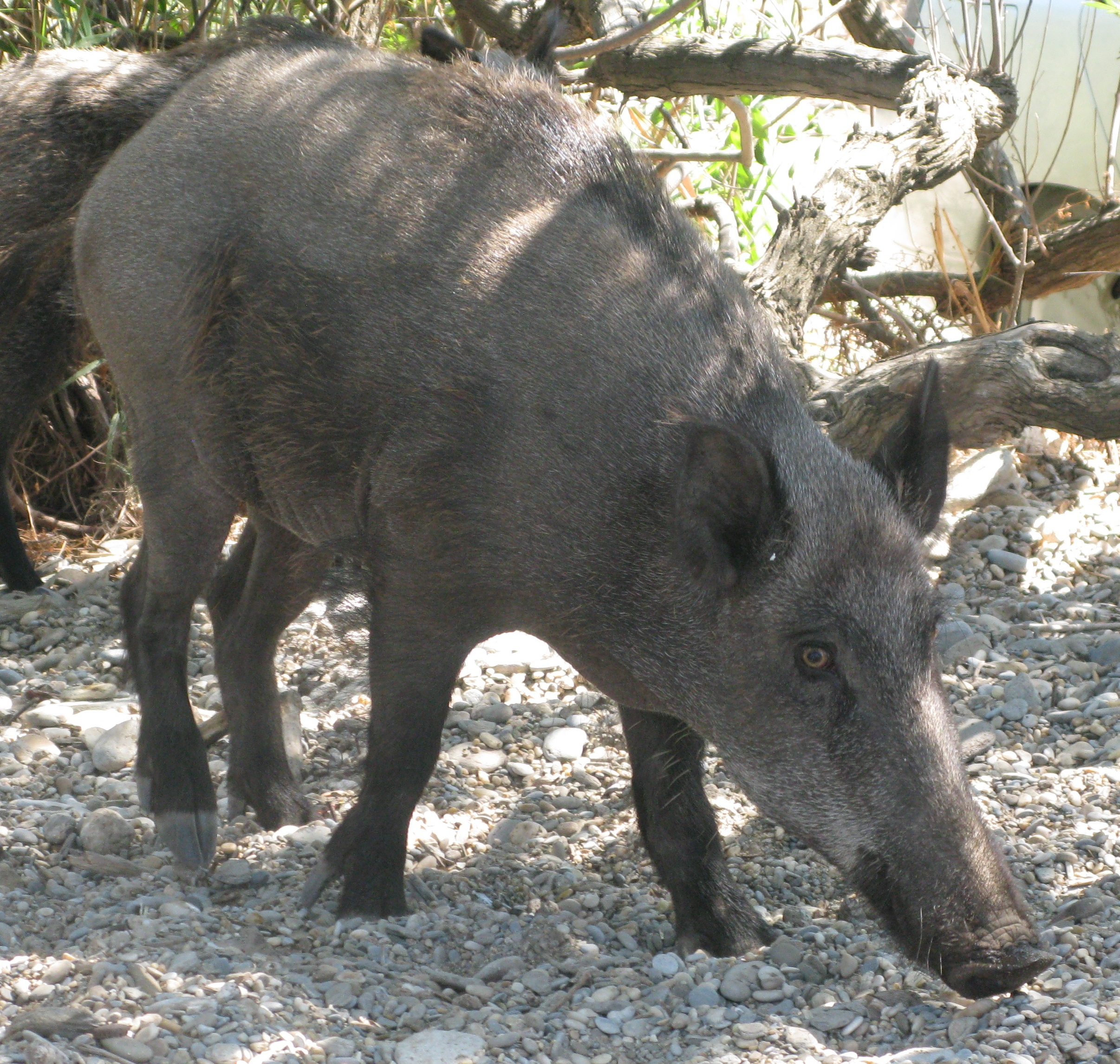
Mistreț anatolian (Sus scrofa libycus)
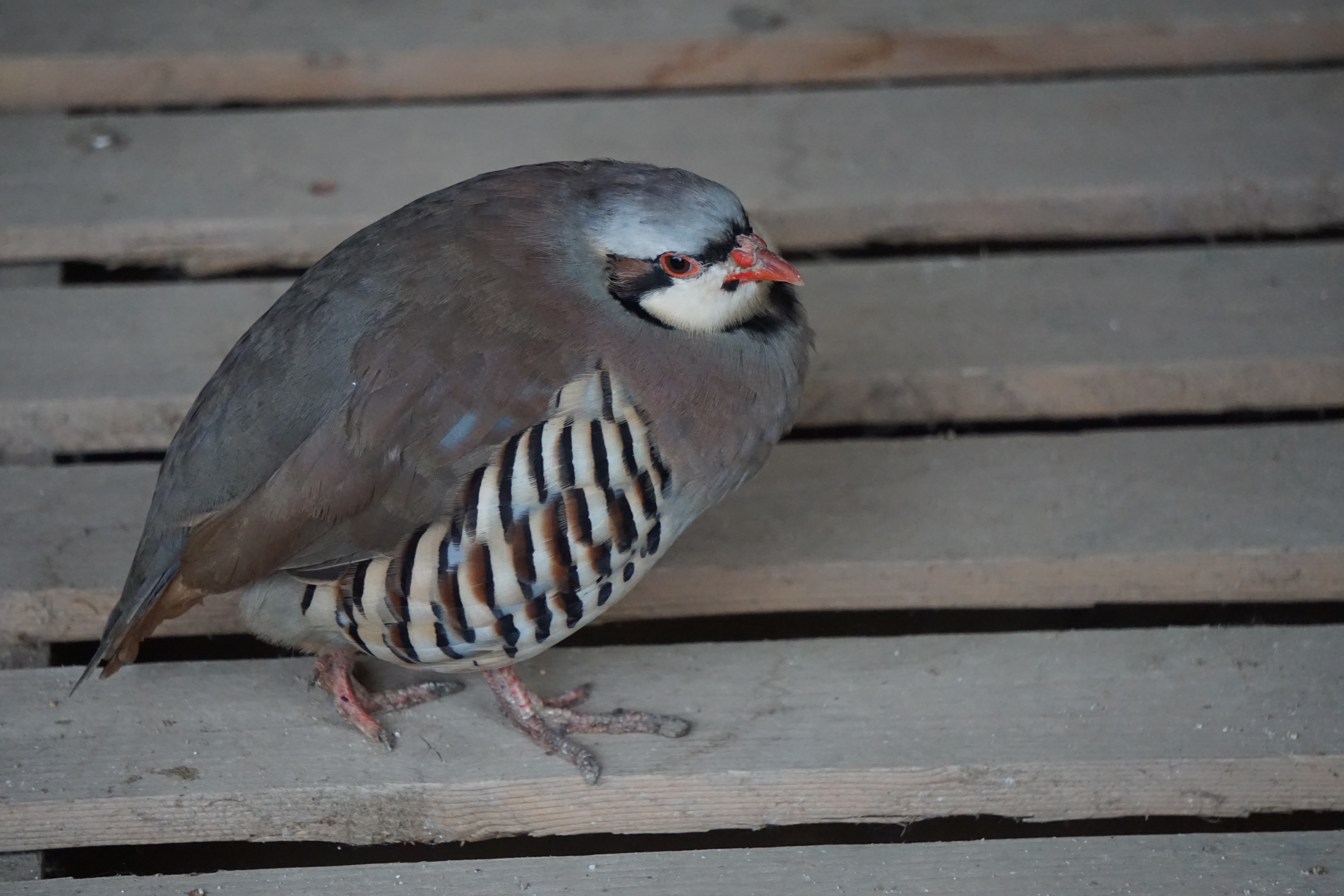
Potârniche (Perdix perdix)
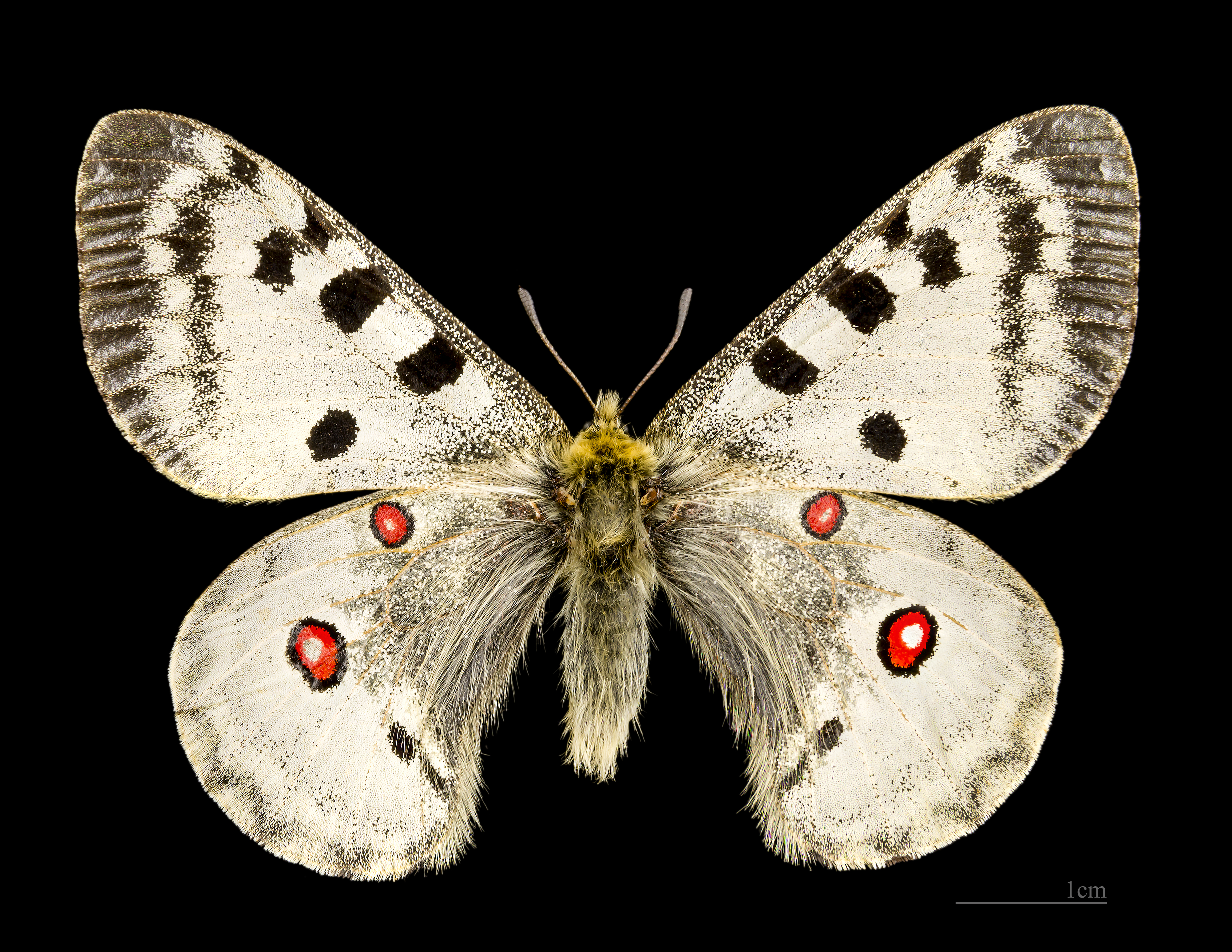
Fluture Apollo (Parnassius apollo)
Muflon armenesc (Ovis gmelini gmelini)
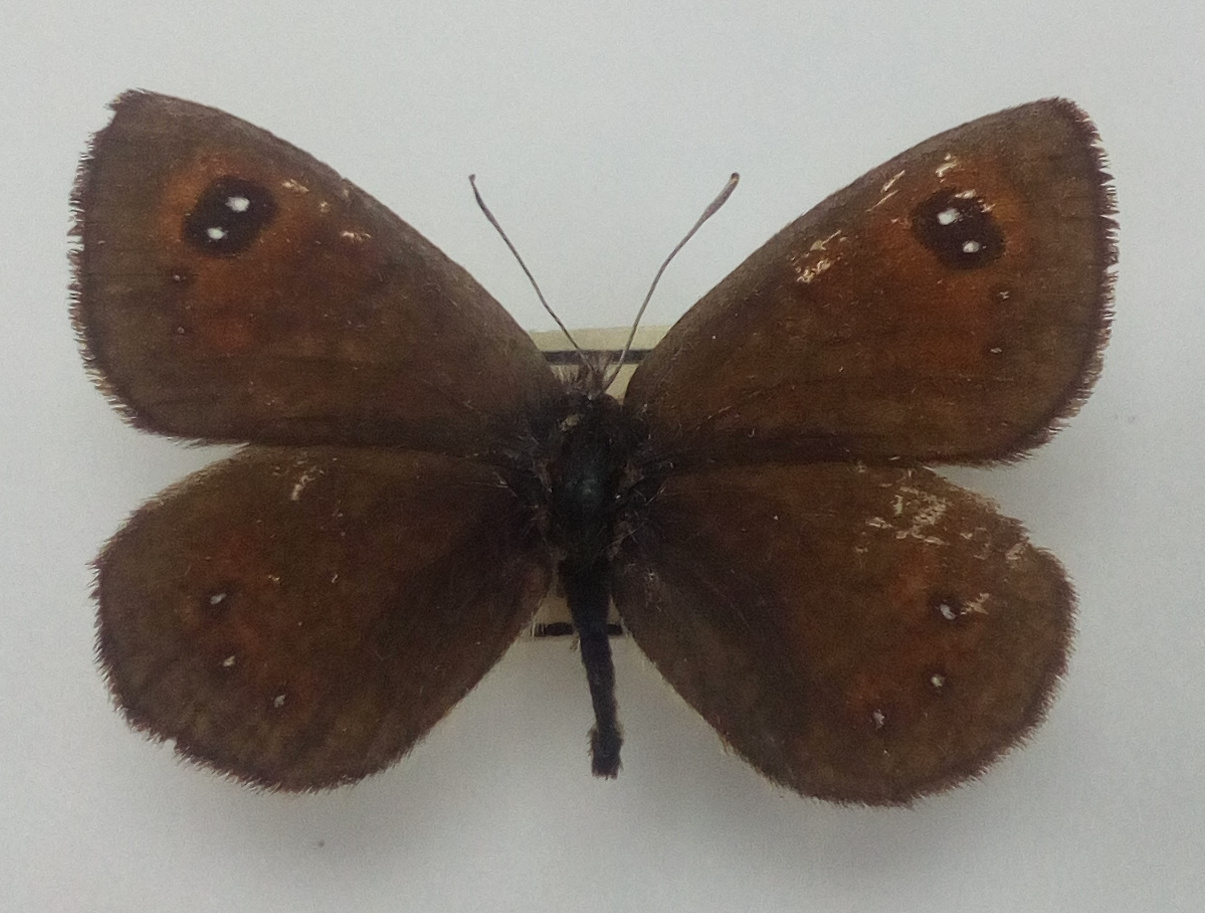
Fluture erebia Erebia iranica
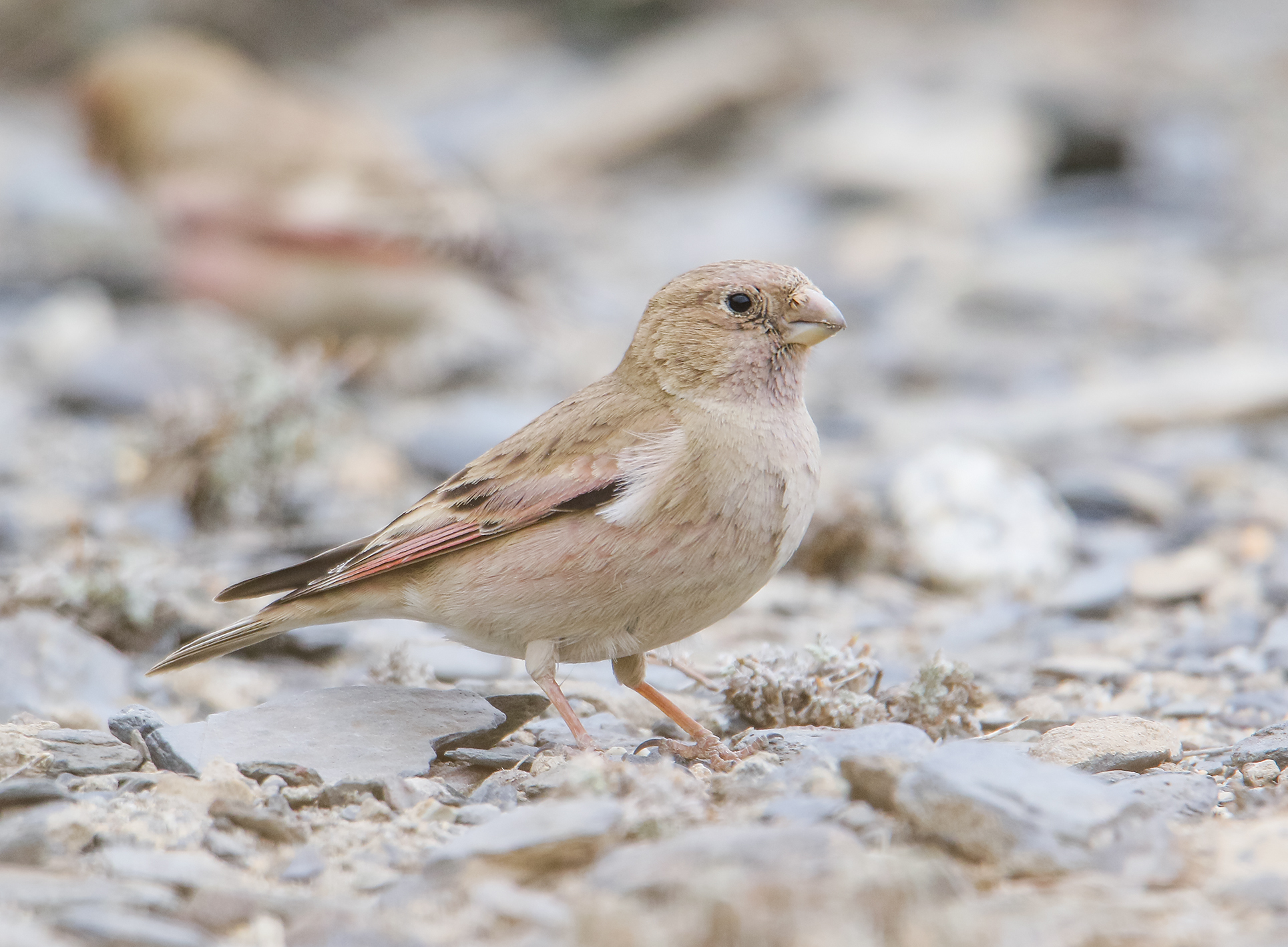
Cinteză mongolică (Bucanetes mongolicus)

## Istoric

### Locul de odihnă al Arcei lui Noe
Conform versetului 4, capitolul 8 din Facerea, prima Carte a Vechiului Testament, Arca lui Noe a acostat pe „munții Ararat” (în ebraica biblică arhaică הָרֵי אֲרָרָט‎, în ebraica tiberiană hārê ’Ǎrārāṭ). Numeroși istorici și cercetători ai Bibliei sunt de acord că „Ararat” este numele ebraic al Urartu, predecesorul geografic al Armeniei; ei susțin că termenul se referea la regiunea mai largă din acea vreme și nu în mod specific la muntele Ararat. Expresia este tradusă ca „munți ai Armeniei” (montes Armeniae) în Biblia vulgata. Cu toate acestea, Ararat este considerat în mod tradițional locul de odihnă al Arcei lui Noe, fiind astfel considerat un munte biblic.
Muntele Ararat a fost asociat cu relatarea din Facerea încă din secolul al XI-lea, iar armenii au început să-l identifice drept locul de acostare a arcei în acea perioadă. Frederick Cornwallis Conybeare a scris că muntele era „un centru și un subiect al miturilor și cultelor păgâne... și abia în secolul al XI-lea, după ce acestea au dispărut din mintea populară, teologii armeni s-au aventurat să localizeze, pe zăpezile sale eterne, locul de odihnă al Arcei lui Noe”. Willem van Rubroeck este de obicei identificat drept autor al celei mai vechi referințe despre tradiția de a considera muntele Ararat ca locul de acostare a Arcei în literatura europeană. John Mandeville este un alt autor timpuriu care a menționat Muntele Ararat, „unde s-a oprit corabia lui Noe și care este încă acolo”. Arca de pe Ararat a fost descrisă pe scară largă în mappae mundi (termen care desemnează orice hartă europeană medievală a lumii) încă din secolul al XIII-lea.

Reprezentări medievale și moderne timpurii ale Arcei lui Noe pe Ararat
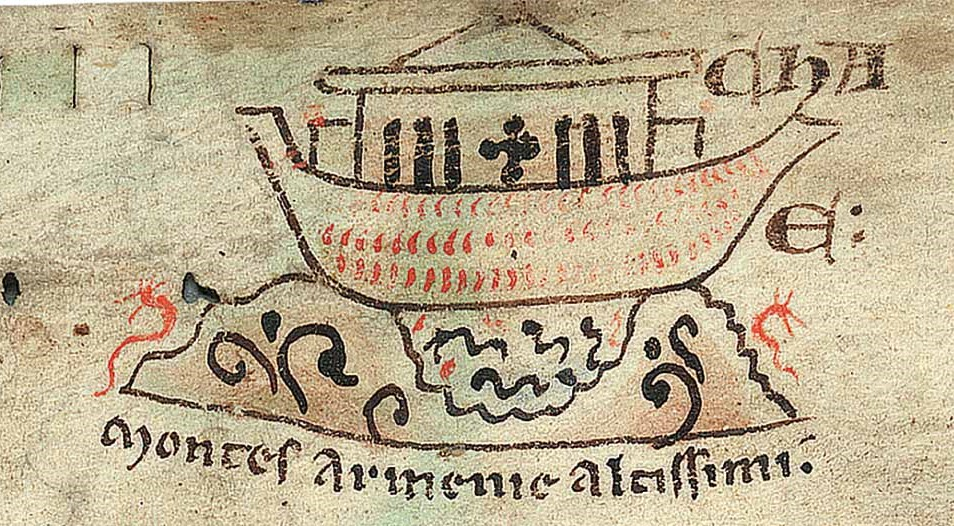
Chronica Majora (c. 1240–1253), de Matthew Paris[j]
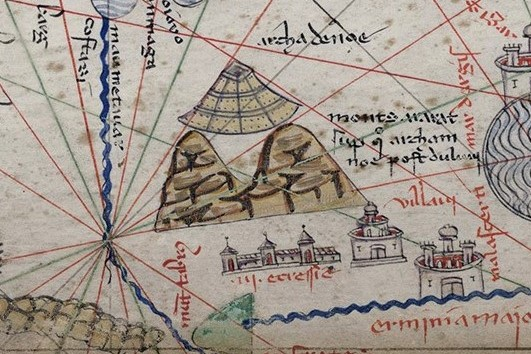
Atlasul catalan c. 1375, de Abraham Cresques
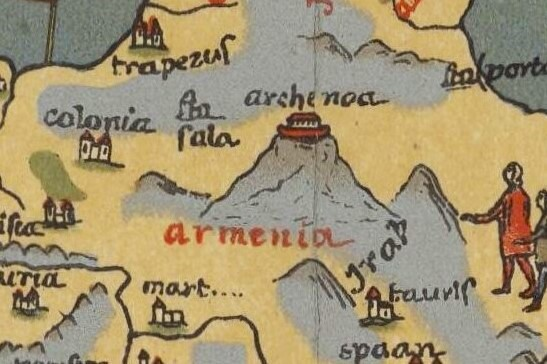
Globul Erdapfel (c. 1490), de Martin Behaim
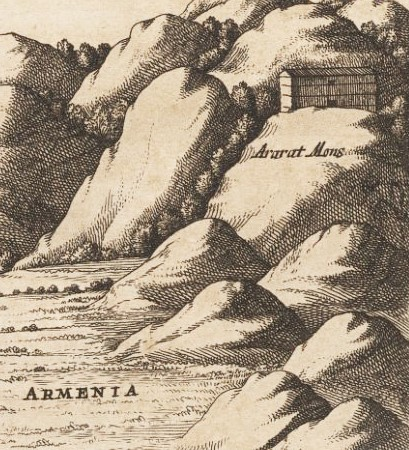
Arca Noë (1675), de Athanasius Kircher[k]
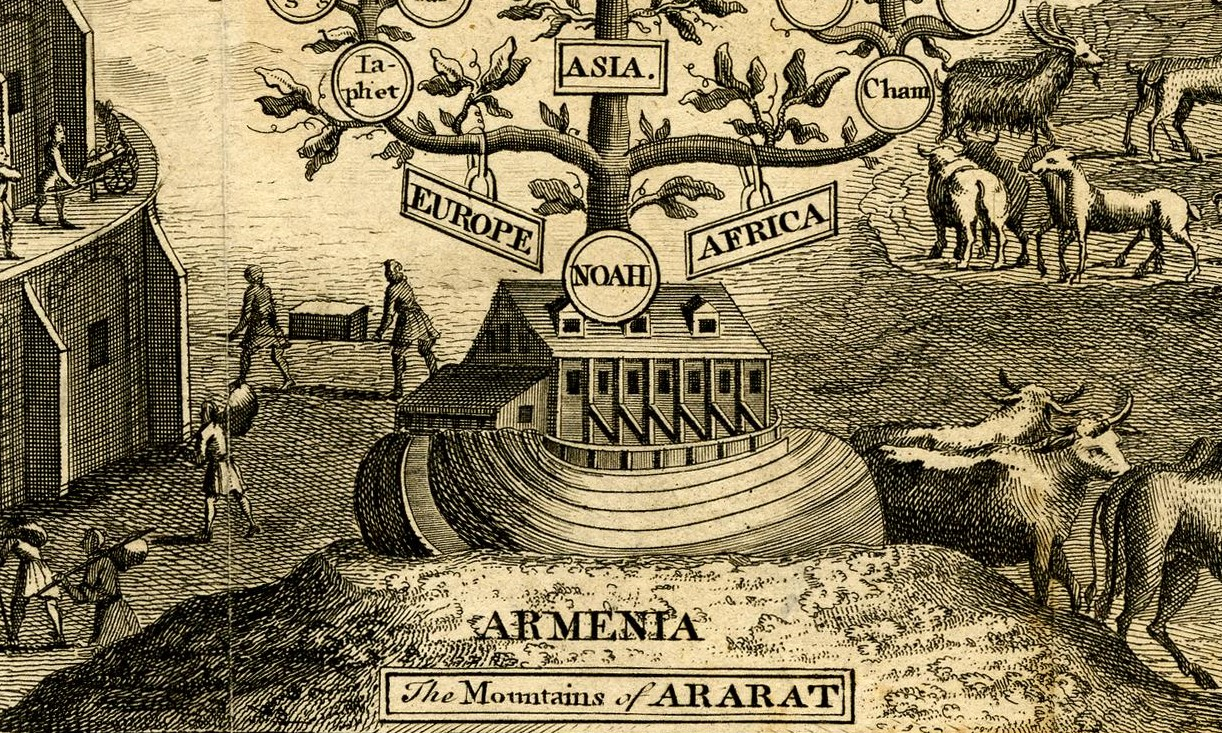
Gravură (1749) în The Universal Magazine of Knowledge and Pleasure[l]

#### Prevalența tradiției

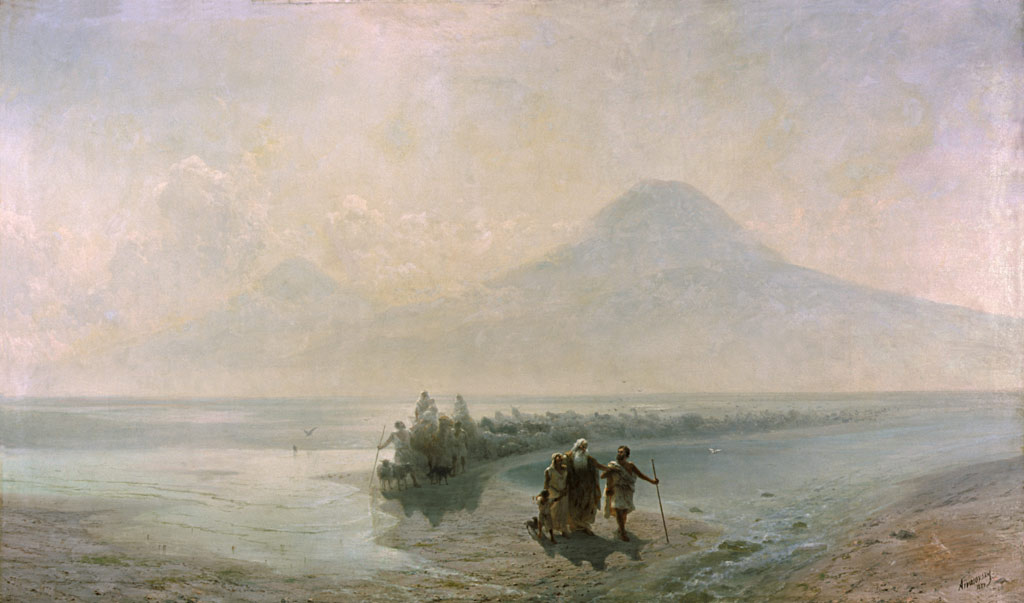
Coborârea lui Noe de pe Ararat (1889, Galeria Națională a Armeniei) de Ivan Aivazovski îl înfățișează pe Noe cu familia sa și o coloană de animale traversând Câmpia Ararat, în coborârea lor de pe Muntele Ararat care se vede în fundal

Majoritatea creștinilor, inclusiv majoritatea creștinilor occidentali identifică muntele Ararat cu munții biblici din Ararat, „în mare parte pentru că ar fi fost primul vârf ieșit din apele potopului în retragere”. H. G. O. Dwight scria în 1856 că „opinia generală a învățaților din Europa” este că Arca a acostat pe Ararat. Într-un articol din 1878 pentru Societatea Regală de Geografie din Marea Britanie, James Bryce nota că arca se sprijinea pe „un munte din districtul pe care evreii îl cunoșteau drept Ararat sau Armenia” și a adăugat că autorul biblic trebuie să fi avut Muntele Ararat în minte pentru că este „mult mai înalt, mai vizibil și mai maiestuos decât oricare altul din Armenia”.
În 2001, Papa Ioan Paul al II-lea a declarat în omilia (predică explicativă) sa din Catedrala Sfântul Grigorie Luminatorul din Erevan: „Suntem aproape de Muntele Ararat, unde tradiția spune că s-a oprit Arca lui Noe”. Patriarhul Chiril I al Moscovei, capul Bisericii Ortodoxe Ruse, l-a menționat ca loc de odihnă al Arcei lui Noe în discursul său de la Catedrala Ecimiadzin din 2010.
Cei care critică acest punct de vedere subliniază că, la momentul când a fost scrisă Facerea, Ararat era numele țării, nu al muntelui în particular. Bill Arnold a scris în exegeza sa din 2008: „Locația pe munții Ararat nu indică un anumit munte cu acest nume, ci mai degrabă regiunea muntoasă din țara Ararat”.

#### Căutări
Ararat a fost în mod tradițional locația de referință a căutărilor Arcei lui Noe. Antoine Augustin Calmet a scris în dicționarul său biblic din 1722: „Se afirmă, dar fără dovezi, că există încă rămășițe din arca lui Noe pe vârful acestui munte, dar domnul de Tournefort, care a vizitat acest loc, ne-a asigurat că nu poate fi vorba de așa ceva, că vârful muntelui Ararat este inaccesibil, atât din cauza înălțimii sale, cât și din cauza zăpezii care îl acoperă mereu”. Expedițiile arheologice, uneori susținute de bisericile evanghelice și milenariste, au fost efectuate încă din secolul al XIX-lea, în căutarea arcei. Potrivit unei cărți din 1974, aproximativ 200 de persoane din peste 20 de țări au susținut că au văzut Arca pe Ararat din 1856. Un fragment din arcă, presupus a fi fost găsit pe Ararat, este expus la muzeul Catedralei Ecimiadzin, biserica mamă a Bisericii Apostolice Armene. În ciuda numeroaselor rapoarte despre apariția arcei (de exemplu, anomalia Ararat) și a zvonurilor, nu a apărut nicio dovadă științifică a existenței arcei.
Căutările Arcei lui Noe sunt considerate de savanți un exemplu de pseudoarheologie. Kenneth Feder scrie: „Deoarece povestea potopului în sine nu este susținută de nicio dovadă arheologică, nu este surprinzător că nu există nicio dovadă arheologică pentru existența unei bărci incredibil de mari care să dateze de acum 5.000 de ani”.

## Semnificație pentru armeni

### Simbolism
În ciuda faptului că se află în afara granițelor Armeniei moderne, Ararat a fost asociat istoric cu Armenia, iar armenii au fost numiți „oamenii din Ararat”. Muntele este considerat principalul simbol național al țării. Imaginea muntelui Ararat, de obicei încadrând un discurs patriotic sau naționalist, este omniprezentă în cultura materială de zi cu zi din Armenia. Tsypylma Darieva susține că armenii au „un sentiment de posesie a Araratului în sensul de patrimoniu cultural simbolic”.
În jurul său există un cult istoric și modern al muntelui printre armeni. Ararat este cunoscut ca „muntele sfânt” al poporului armean. A fost o temă principală în mitologia armeană precreștină, reprezentând sălașul zeilor. Odată cu ascensiunea creștinismului, mitologia asociată cu cultul păgân al muntelui s-a pierdut.
Ararat a fost centrul geografic al Armeniei antice. În secolul al XIX-lea, perioada naționalismului romantic, când nu exista un stat armean, Ararat a simbolizat statul-națiune istoric armean. În 1861, poetul armean Mikael Nalbandian, asistând la unificarea Italiei, i-a scris lui Harutiun Svadjian într-o scrisoare de la Napoli: „Etna și Vesuviu încă fumegă; nu a mai rămas nicio urmă de foc în străvechiul vulcan Ararat?"".
Theodore Edward Dowling scria în 1910 că Ararat și Catedrala Ecimiadzin sunt „două mari subiecte ale venerației armene”. El a remarcat că „nobilul munte înzăpezit are locul, în credința armenilor, pe care Muntele Sinai și Muntele Zion tradițional îl au printre adepții altor creștini răsăriteni”. Jonathan Smele a numit Ararat și capitala medievală armeană Ani „cele mai prețuite simboluri ale identității armene”.

### Mitul originii
Mitul potopului din Facerea a fost legat de mitul originii armene de către istoricul medieval timpuriu Moise de Corene. În lucrarea Istoria Armeniei, el a scris că Noe și familia sa s-au stabilit mai întâi în Armenia și mai târziu s-au mutat în Babilon. Patriarhul Hayk, un descendent al lui Iafet, un fiu al lui Noe, s-a revoltat împotriva stăpânirii (Bêl, în akkadiană bēlu), reprezentată de biblicul Nimrod și s-a întors în zona din jurul Muntelui Ararat, unde a stabilit rădăcinile națiunii armene. El este astfel considerat legendarul părinte fondator („patriarh”) și dătătorul de nume al poporului armean. Potrivit lui Razmik Panossian, această legendă „face din Armenia leagănul întregii civilizații de când Arca lui Noe a acostat pe muntele „armean” Ararat. […] îi leagă pe armeni de narațiunea biblică a dezvoltării umane. […] face din Muntele Ararat simbolul național al tuturor armenilor, iar teritoriul din jurul său este patria armeană din timpuri imemoriale”.

### Stema Armeniei
Muntele Ararat a fost înfățișat în mod constant pe stema Armeniei începând cu anul 1918. Stema Primei Republici a Armeniei a fost proiectată de arhitectul Alexander Tamanian și pictorul Hakob Kojoyan. Această stemă a fost readoptată de către legislativul Republicii Armenia la 19 aprilie 1992, după ce Armenia și-a recâștigat independența. Muntele Ararat este înfățișat împreună cu arca de pe vârful său pe un scut, având un fundal portocaliu. Emblema Republicii Sovietice Socialiste Armene (Armenia Sovietică) a fost creată de pictorii Martiros Saryan și Hakob Kojoyan în 1921. Muntele Ararat este înfățișat în centrul emblemei și formează o mare parte a acesteia.

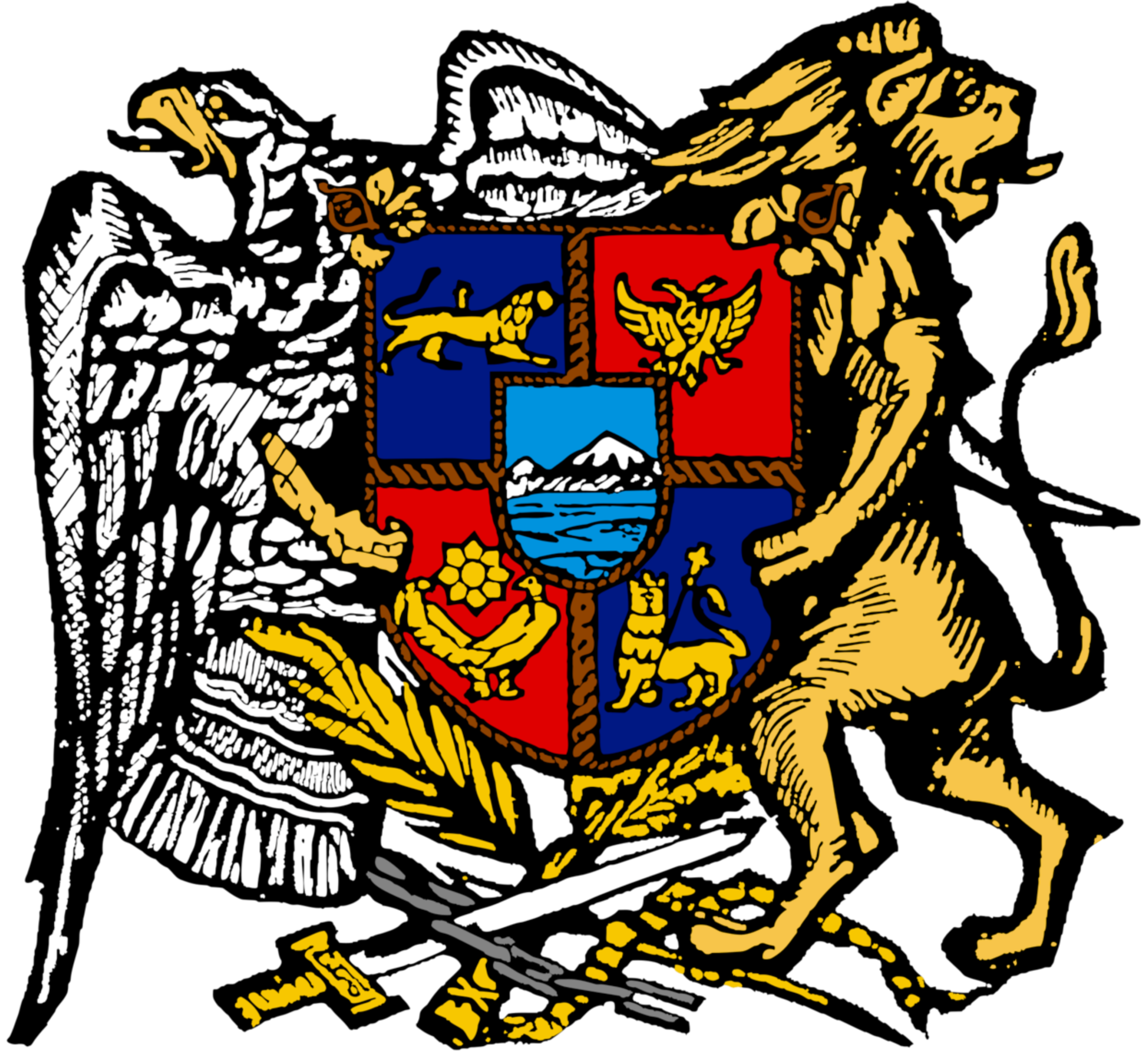
Prima Republică (1918–1920)
Republica Sovietică Socialistă Armeană (1921–1991)
Republica Armenia (1992–prezent)

Din 2004, Muntele Ararat este, de asemenea, înfățișat pe emblema și steagul capitalei Erevan, pe pieptul unui leu, împreună cu simbolul armean al eternității.
Imaginea muntelui Ararat a apărut, de asemenea, pe stema oblastului Armenian și a guberniei Georgia-Imeretia, subdiviziuni ale Imperiului Rus care cuprindeau zonele situate la nord de munte, acestea fiind adoptate în 1833, respectiv 1843.

### Simbol al genocidului și revendicărilor teritoriale
În urma genocidului armean din 1915, Ararat a ajuns să reprezinte în conștiința națională a armenilor distrugerea populației native armene din estul Turciei (Armenia de Vest). Profesorul și jurnalistul american Ari L. Goldman nota în 1988: „În majoritatea caselor armenilor din diaspora modernă se găsesc imagini ale muntelui Ararat, o amintire dulce-amăruie a patriei și a aspirațiilor naționale”.
Muntele Ararat a devenit un simbol al eforturilor armenilor de a-și revendica „pământurile pierdute”, adică zonele de la vest de Ararat, care acum fac parte din Turcia, care aveau o populație armeană semnificativă înainte de genocid. Adriaans a remarcat că Ararat este prezentat ca un teritoriu sfânt pentru armeni în iredentismul banal de zi cu zi. Stephanie Platz a scris: „Omniprezent, viziunea Araratului care se ridică deasupra Erevanului și a periferiei sale amintește în mod constant armenilor de presupusa lor etnogeneză... și din exilul lor din Anatolia de Est după genocidul armean din 1915”.

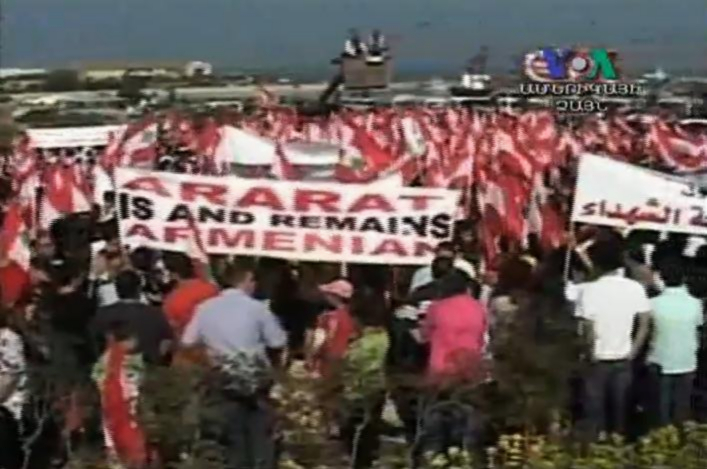
Armeni libanezi protestând la Beirut la adresa primului ministru turc Recep Tayyip Erdoğan în noiembrie 2010. Pe pancartă stă scris „Ararat este și rămâne armean”

Politologul turc Bayram Balci susține că referirile regulate la genocidul armean și la Muntele Ararat „indică în mod clar” că granița cu Turcia este contestată în Armenia. 
De la declararea independenței față de Uniunea Sovietică în 1991, guvernul armean nu a făcut revendicări oficiale asupra niciunui teritoriu turcesc, cu toate acestea, guvernul armean a evitat „o recunoaștere explicită și formală a frontierei existente turco-armene”. Într-un interviu din 2010 publicat de Der Spiegel, președintele armean Serj Sargsyan a fost întrebat dacă Armenia vrea „muntele Ararat înapoi”. Sargsyan, ca răspuns, a spus că „nimeni nu ne poate lua muntele Ararat; îl păstrăm în inimile noastre. Oriunde trăiesc armenii în lume astăzi, veți găsi o imagine a muntelui Ararat în casele lor. Și sunt sigur că va veni vremea când muntele Ararat nu va mai fi un simbol al separației dintre popoarele noastre, ci o emblemă a înțelegerii. Dar permiteți-mi să precizez acest lucru: niciodată un reprezentant al Armeniei nu a formulat revendicări teritoriale. Turcia susține acest lucru – poate că se simt cu conștiința pătată?”.
Cel mai important partid care a formulat pretenții teritoriale cu privire la zona istorică armeană din estul Turciei este formațiunea politică naționalistă intititulată Federația Revoluționară Armeană (Dashnaktsutyun), care consideră zona ca parte a Armeniei Mari. În diferite situații, mai multe personalități, precum istoricul german Tessa Hofmann, politicianul conservator slovac František Mikloško, politologul lituanian și disident sovietic Aleksandras Štromas” au pledat cauza armenilor în privința retrocedării muntelui Ararat.

## Reprezentări culturale

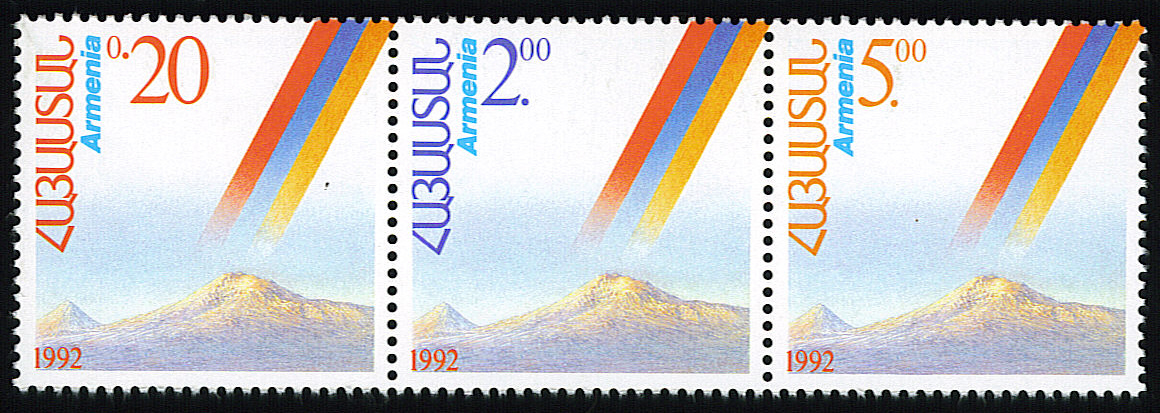
Primele timbre emise de Armenia independentă în 1992

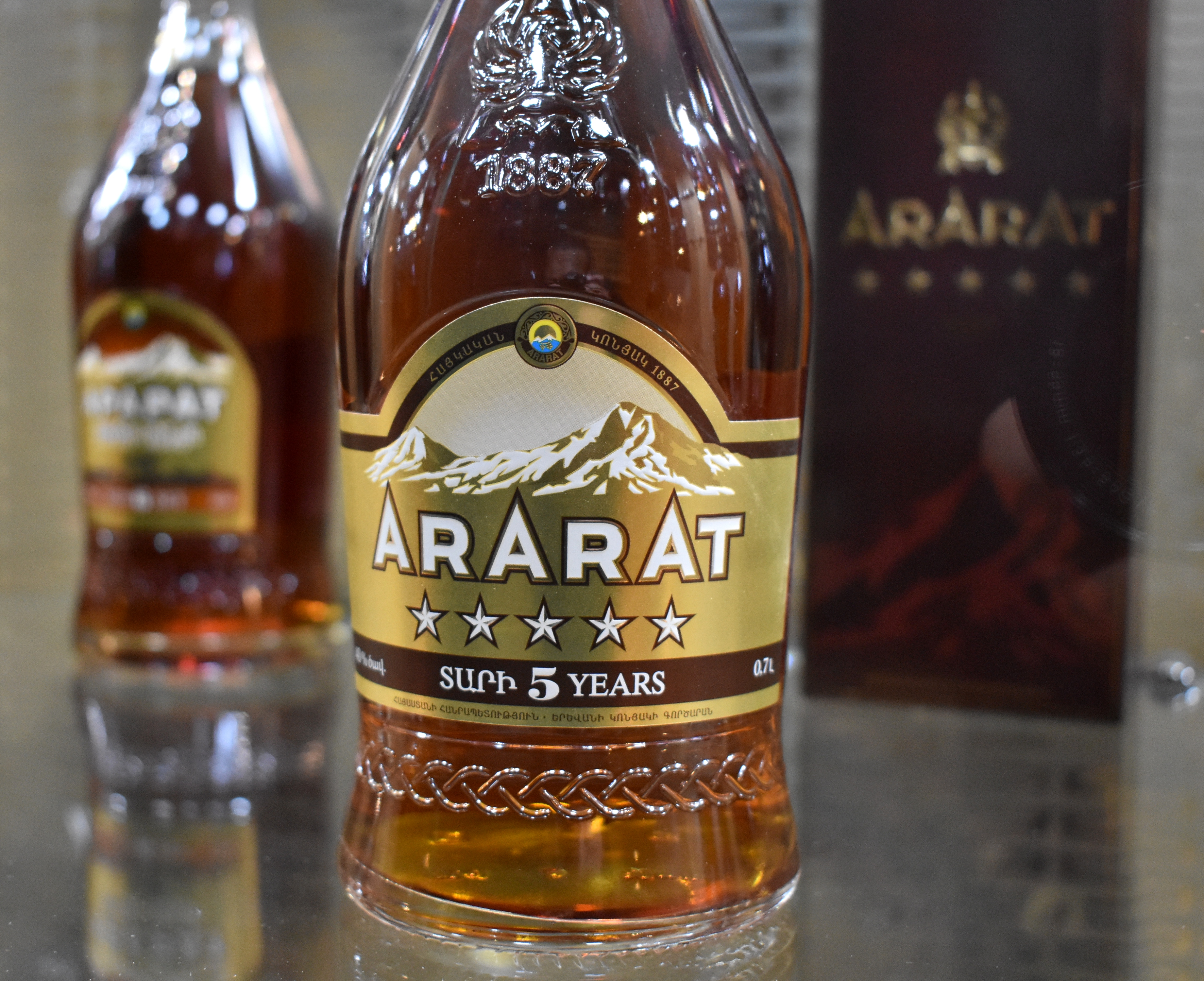
Imaginea muntelui este prezentă pe eticheta de vinars Ararat

Levon Abrahamian a remarcat că muntele Ararat este prezent vizual pentru armeni în mod real (imaginea sa poate fi văzută în multe case din Erevan și din așezările din câmpia Ararat), simbolic (prin numeroase reprezentări vizuale, cum ar fi pe stema Armeniei) și cultural (în numeroase și diverse reprezentări nostalgice poetice, politice, arhitecturale). Primele trei mărci poștale emise de Armenia în 1992 după obținerea independenței față de Uniunea Sovietică au reprezentat muntele Ararat.
Muntele Ararat a fost înfățișat pe diferite bancnote ale monedei naționale emise între 1993 și 2001, pe reversul bancnotelor de 10 dram emise în 1993, pe reversul bancnotelor de 50 de dram emise în 1998, pe aversul bancnotelor de 100 și 500 de dram emise în 1993 și pe reversul bancnotelor de 50.000 de dram emise în 2001. A fost, de asemenea, prezentat pe reversul bancnotelor turcești de 100 de lire din 1972–1986.
De asemenea, muntele Ararat este reprezentat pe sigla Universității de Stat din Erevan, pe siglele Clubului de Fotbal Ararat Erevan (din epoca sovietică) și Federația de Fotbal din Armenia și pe logo-ul Armavia, principala companie aeriană armeană, acum dispărută.
Ararat a fost numele revistei oficiale (în prezent revista Ecimiadzin) a Bisericii Armene, primul periodic din Armenia, lansat în 1868. Publicațiile Partidului Social Democrat Hunchakian din Liban (Ararad) și California, S.U.A. (săptămânalul Massis) sunt ambele numite după munte.
Brandy-ul Ararat, produs de o companie din Erevan încă din 1887, a fost considerat cel mai prestigios brandy est-european. Hotelurile din Erevan promovează adesea camerele cu vizibilitate la muntele Ararat, ceea ce este considerat un avantaj major pentru turiști.

### În artele vizuale
Potrivit unei surse din 1963, primul artist armean care a imortalizat imaginea muntelui a fost Ivan Aivazovski, acesta realizând un tablou cu muntele Ararat în timpul vizitei sale în Armenia din 1868. Totuși, o hartă care înfățișează Ararat, realizată la sfârșitul secolului al XVII-lea de Eremya Çelebi, un armean otoman, a fost descoperită mai târziu. Alți artiști armeni importanți care au pictat Ararat sunt Yeghishe Tadevosyan, Gevorg Bashinjaghian, Martiros Saryan și Panos Terlemezian.

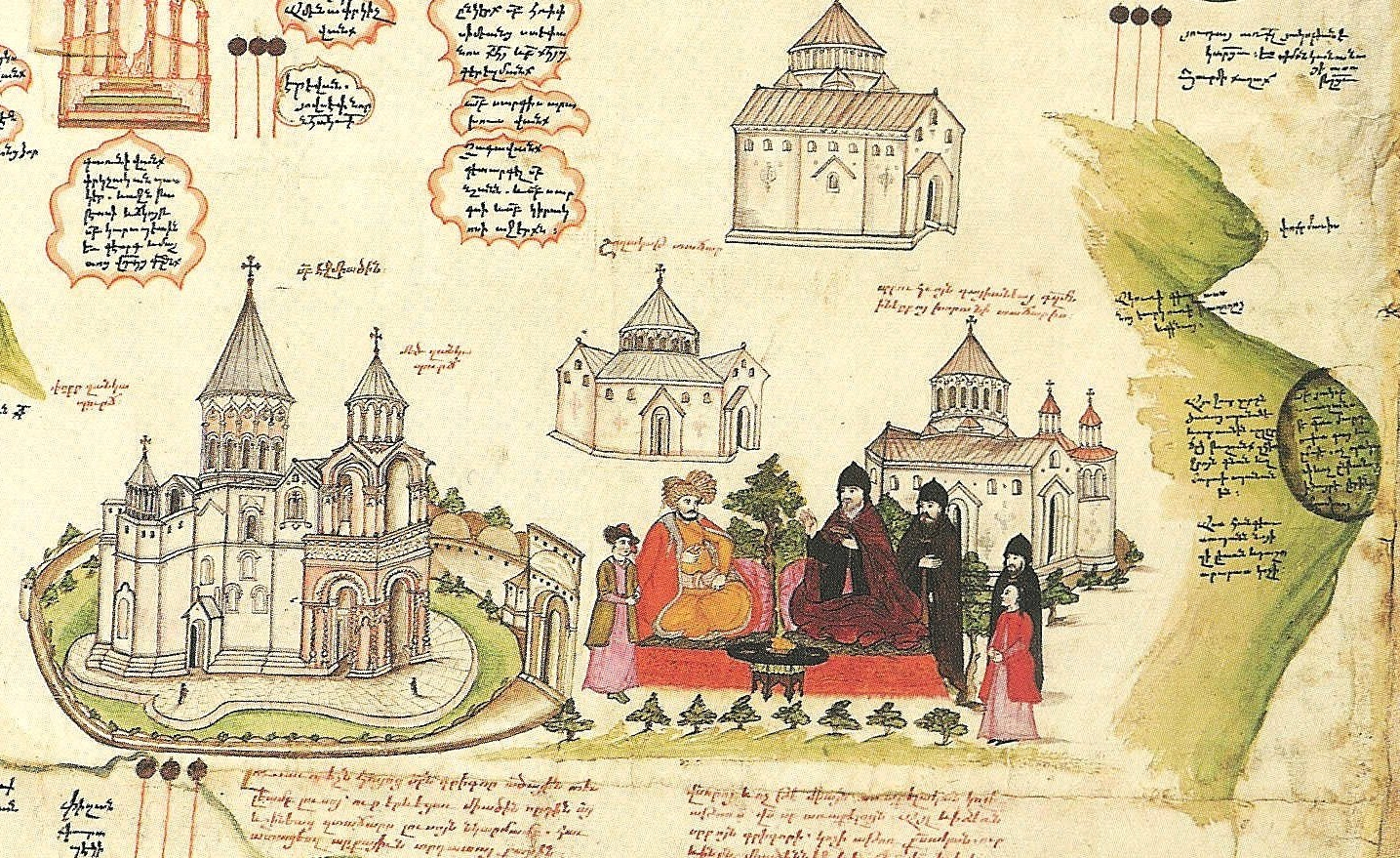
Ararat reprezentat vertical (dreapta), împreună cu Catedrala Ecimiadzin și alte biserici din Ecimiadzin, pe o hartă din 1691 realizată de Eremya Çelebi
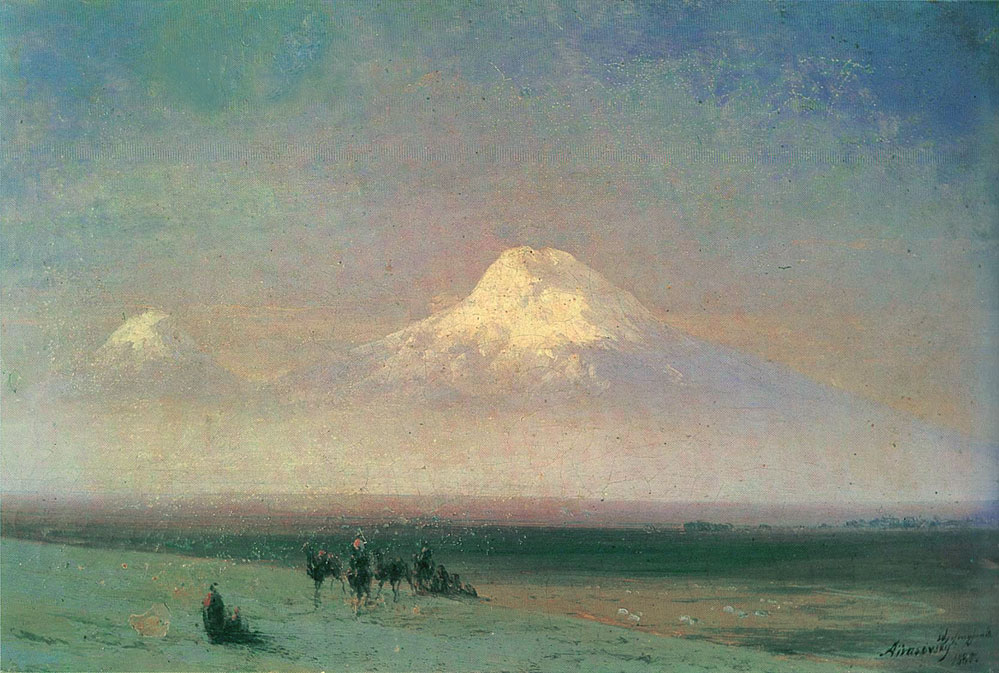
Valea muntelui Ararat de Ivan Aivazovski, 1882
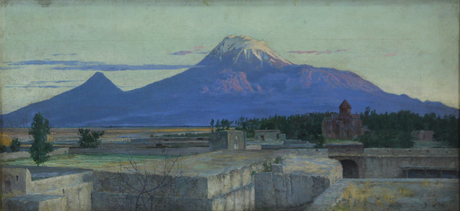
Ararat dinspre Ecimiadzin de Yeghishe Tadevosyan, 1895
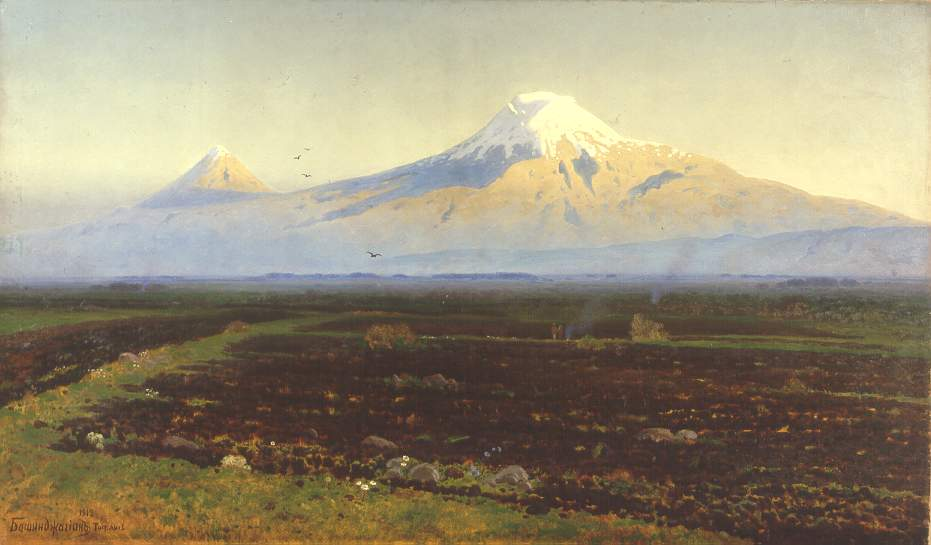
Gevorg Bashinjaghian, 1912
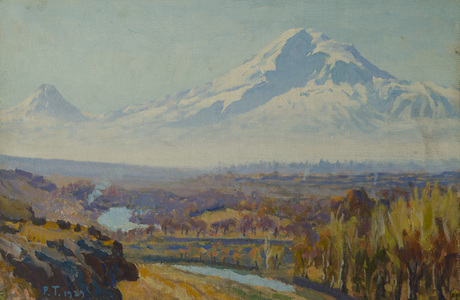
Panos Terlemezian, 1929

Ararat a fost ilustrat și de străini, apărând adesea în lucrările călătorilor europeni din secolele XVIII-XIX care au vizitat Armenia.

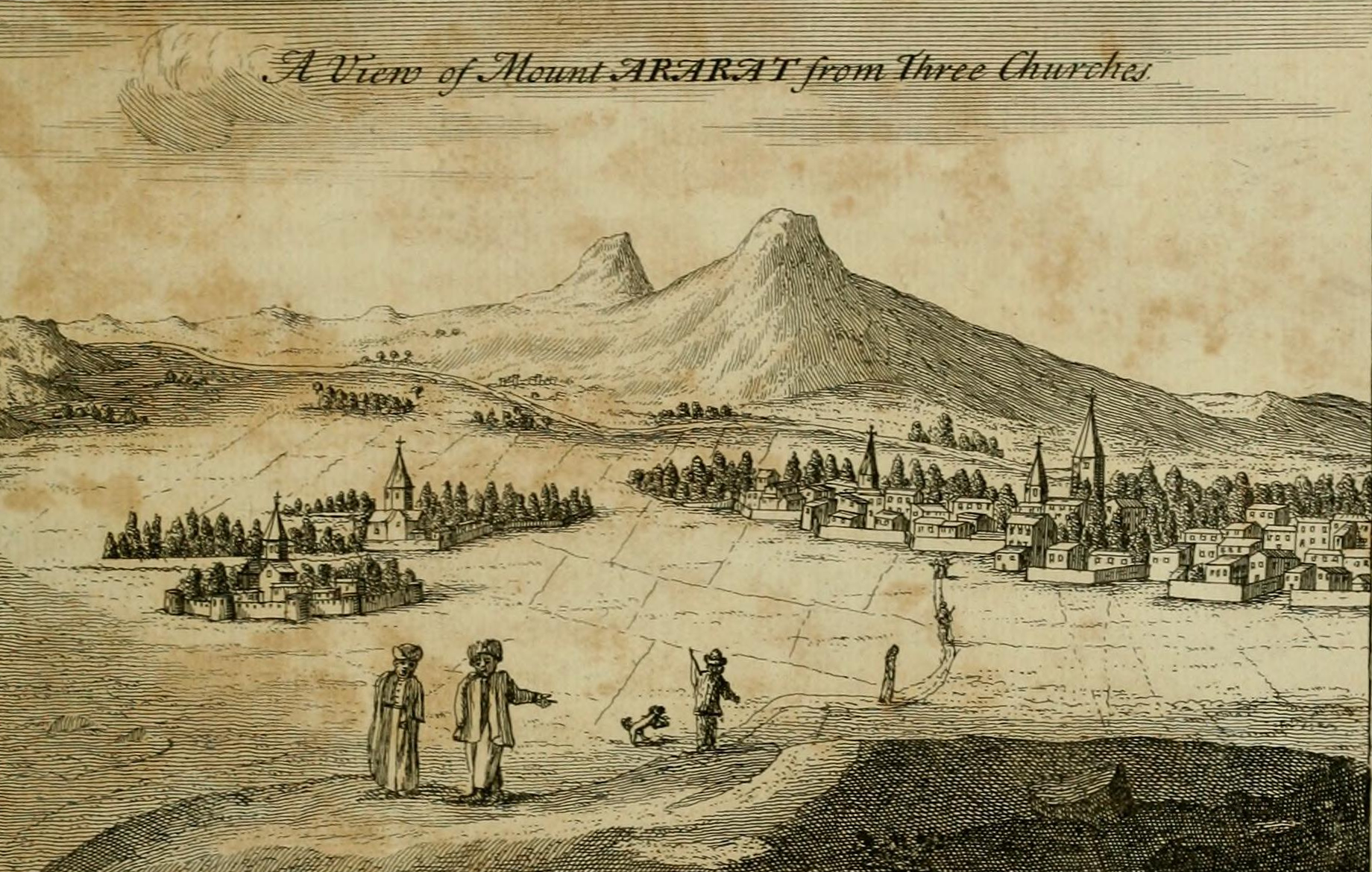
Joseph Pitton de Tournefort, 1718
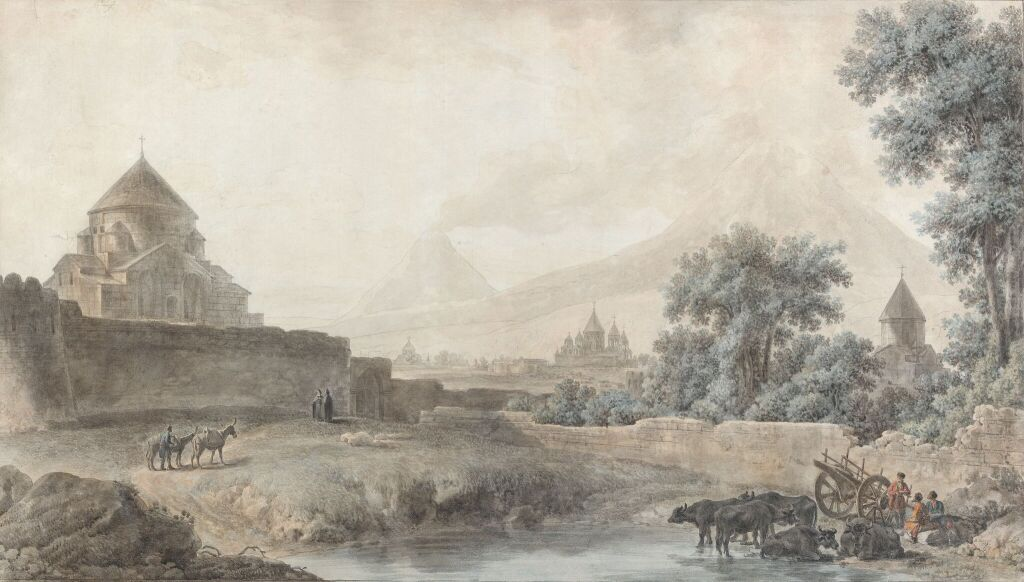
Acuarelă din 1783 a bisericilor din Ecimiadzin și muntelui Ararat de Mihail Matveevici Ivanov[t]
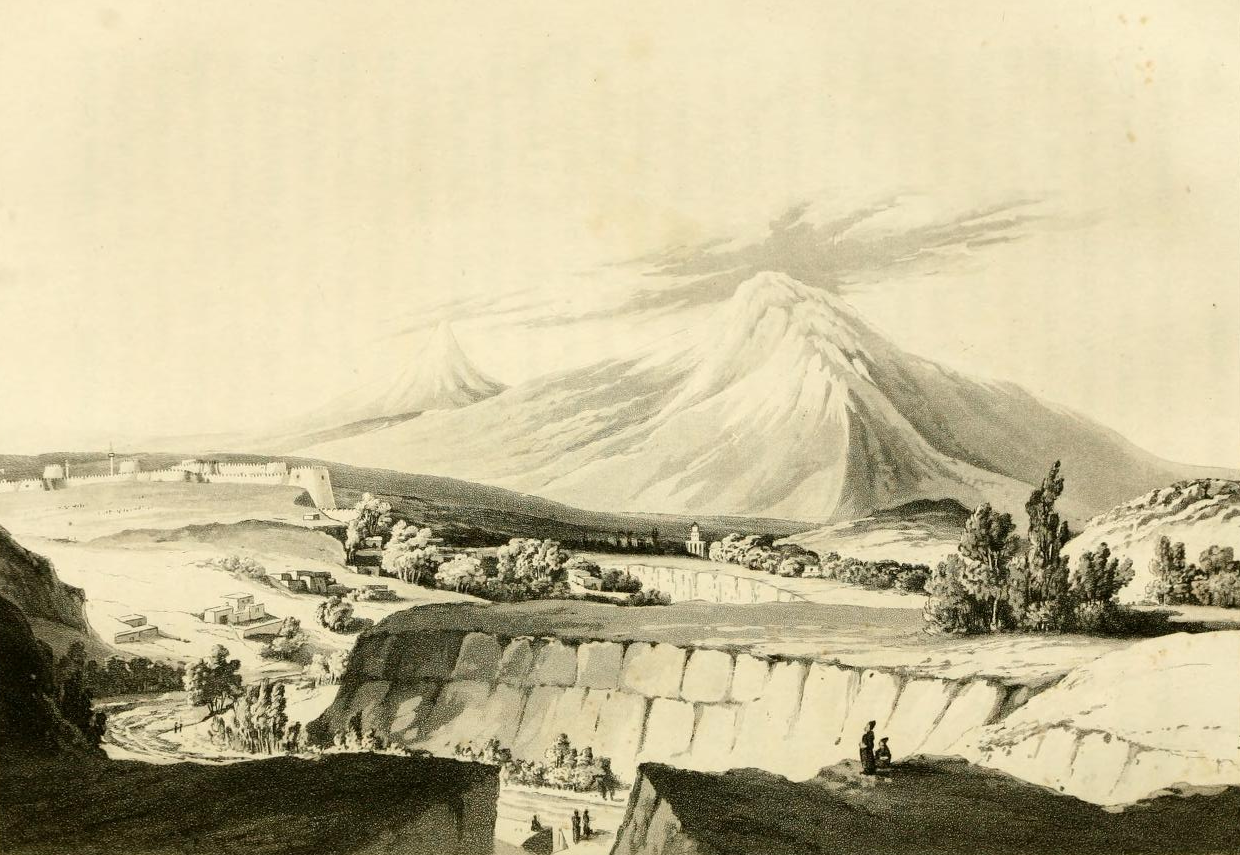
Robert Ker Porter, 1821
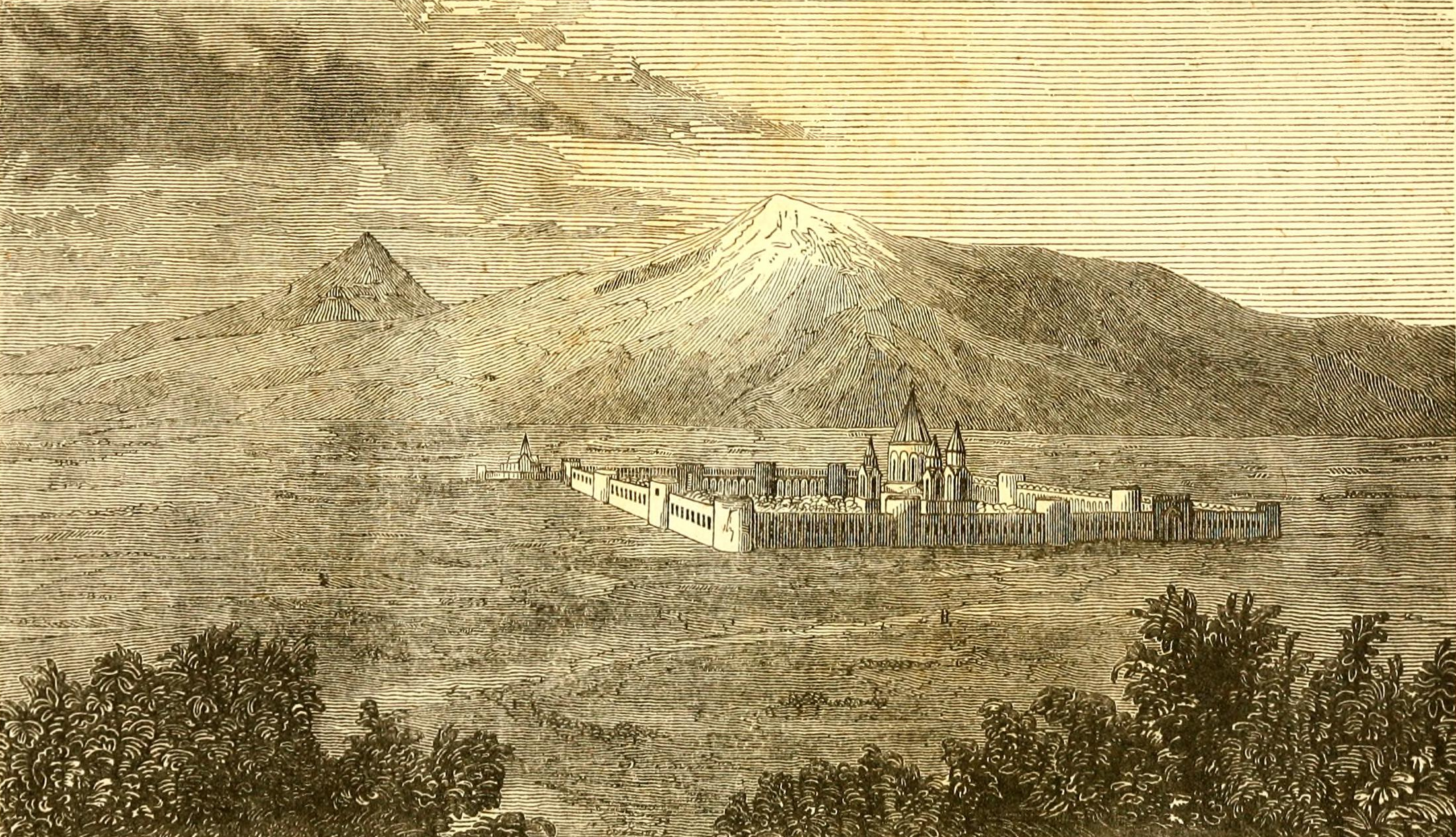
Vedere a muntelui Ararat și a Mănăstirii Ecimiadzin, în Călătorie pe Ararat a lui Friedrich Parrot, 1846
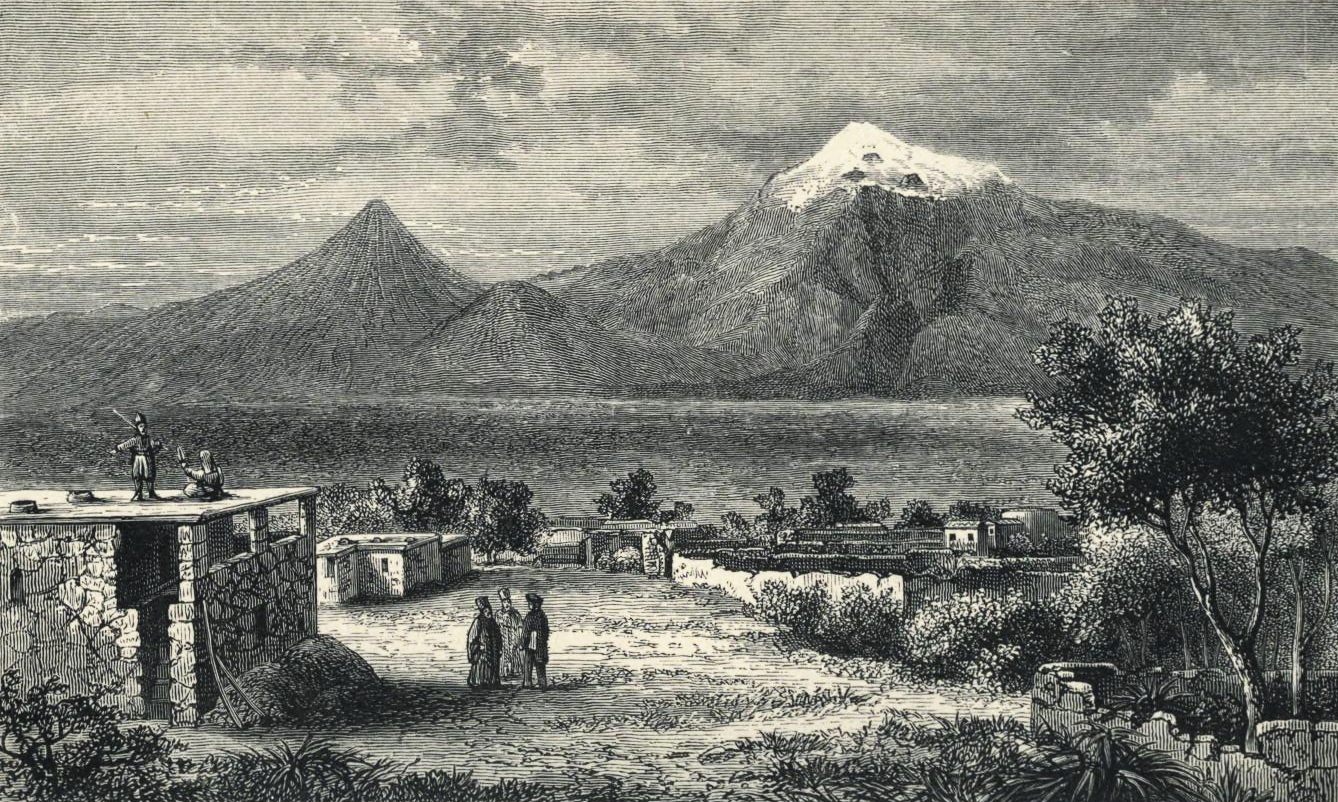
James Bryce, 1877
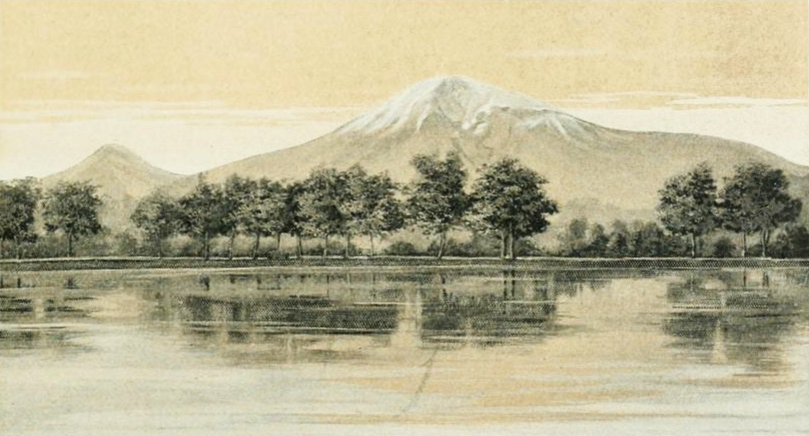
H. F. B. Lynch, 1901
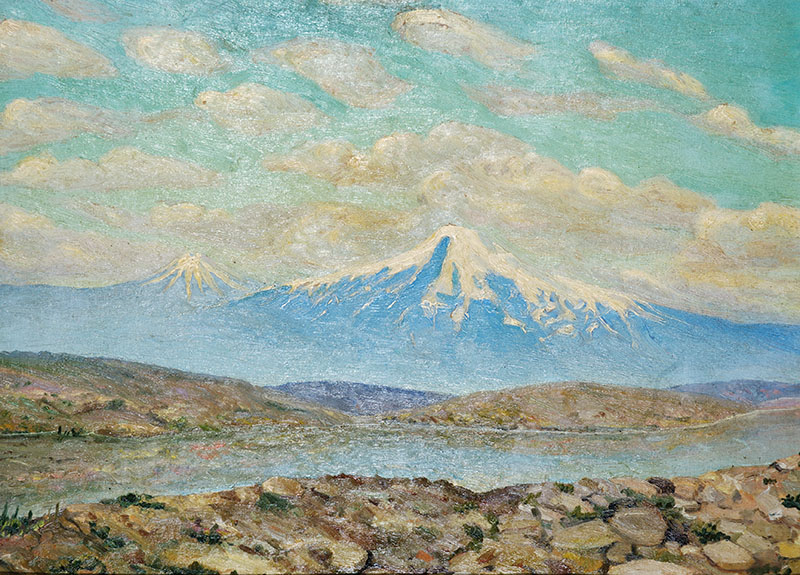
Bahruz Kangarli, 1916

### În literatură
Rouben Paul Adalian, directorul Institutului Național Armean din Washington, a sugerat că „probabil se scrie mai multă poezie despre Muntele Ararat decât despre orice alt munte de pe pământ”. Blogger-ul de călătorii canadian Rick Antonson a descris Ararat drept „cel mai legendar munte din lume”.

#### Literatura armeană

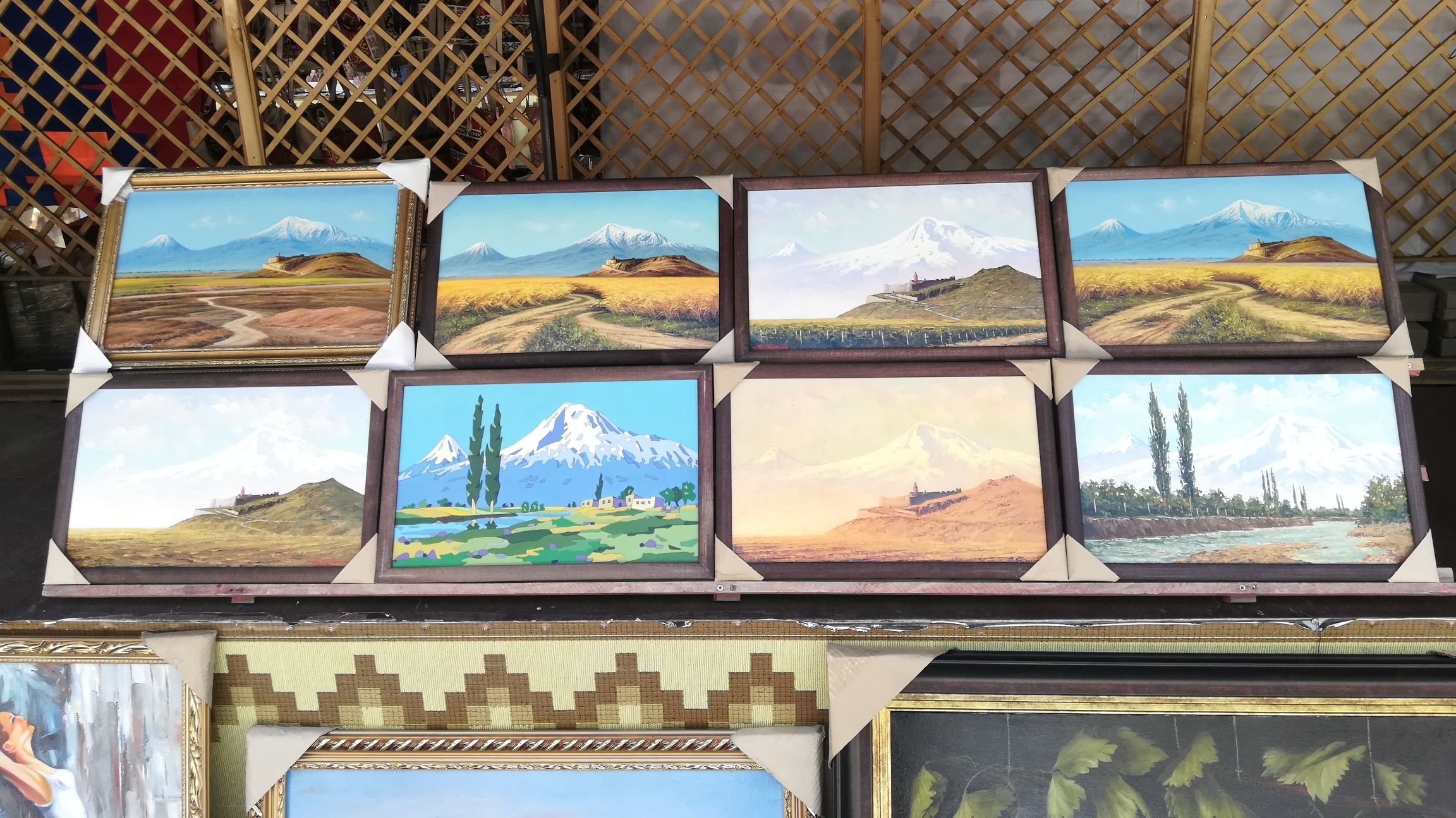
Picturi ale Muntelui Ararat de vânzare în piața centrală Vernisajul Erevan

Muntele Ararat ocupă un loc proeminent în literatura armeană. Potrivit lui Meline Karakashian, poeții armeni „îi atribuie semnificații simbolice de unitate, libertate și independență”. Potrivit lui Kevork Bardakjian, în literatura armeană, Ararat „personifică Armenia și suferința și aspirațiile armenilor, în special consecințele genocidului din 1915: anihilarea aproape totală, pierderea unei culturi și a unui pământ unic [...] și hotărârea implicită de a nu recunoaște niciodată noile frontiere politice”.
Ultimele două versuri ale poeziei lui Yeghishe Charents din 1920 Eu, draga mea Armenia, iubesc... (Ես իմ անուշ Հայաստանի) spun: „Oriunde-ai merge, nu vei găsi un vârf atât de alb ca Ararat. / Ca pe o culme a gloriei, de neatins, iubesc Muntele meu Masis”. Într-o poezie dedicată muntelui, scrisă în 1926, Avetik Isahakian a scris: „Un secol a sosit, apoi un altul [...] / Au atins creasta luminată a Araratului / Și s-au dus...! [...] E rândul tău acum; la fel ca Timpul, / Admiră-i fruntea măreață / Și mergi pe drumul tău...!"
Ararat este simbolul cel mai frecvent citat în poezia lui Hovhannes Shiraz. În colecția de poezii Knar Hayastani (Lira Armeniei) publicată în 1958, se găsesc multe poezii „cu tentă naționalistă foarte puternică, în special în ceea ce privește Muntele Ararat (din Turcia) și iredentismul pe care îl presupunea”. Într-un astfel de poem, Ktak (Testament), Shiraz îi lasă moștenire fiului său Muntele Ararat, „să-l păstreze pentru totdeauna, / Precum limba noastră, a armenilor, precum stâlpul casei tatălui tău”. În anul 2006, un grup de patru armeni a îngropat inima lui Shiraz pe vârful Ararat.
Primele versuri ale poeziei lui Paruyr Sevak din 1961 Noi suntem puțini... (Քիչ ենք, բայց հայ ենք) spun: „Suntem puțini, dar suntem armeni. / Nu ne credem superiori nimănui. / Trebuie doar să înțelegem limpede / Că noi, și numai noi, avem un Ararat”. Într-o poezie scurtă, Silva Kaputikyan compară Armenia cu o „cetate veche tăiată în stâncă”, ale cărei turnuri sunt munții Ararat și Aragats.

#### Literatura străină

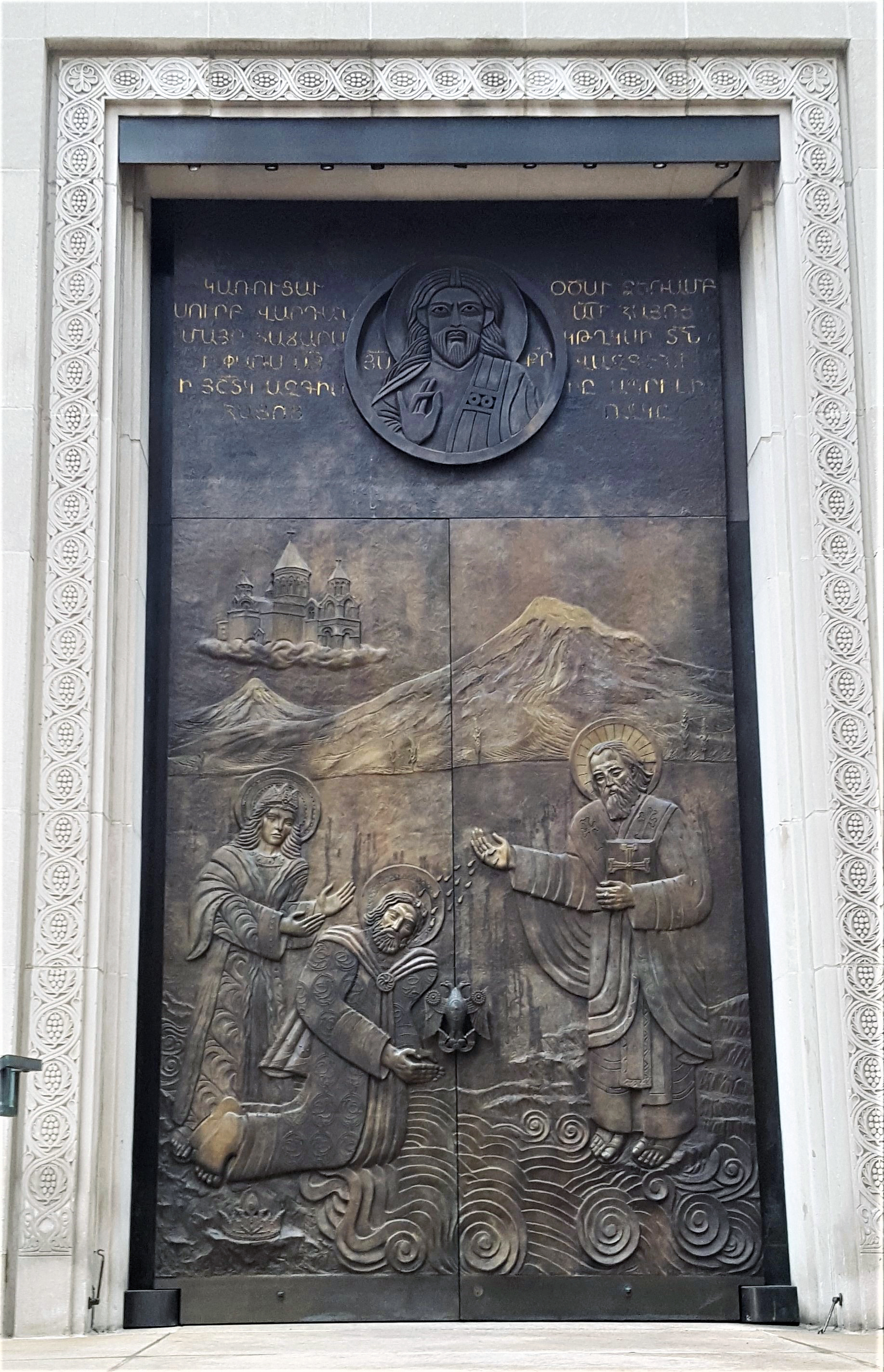
Muntele Ararat înfățișat pe ușa de lemn a Catedralei armene Sfântul Vartan din New York

Poetul romantic englez William Wordsworth își imaginează că vede Arca în poemul Perspectivă celestă — Din Câmpia Franței („Sky-prospect — From the Plain of France”. În Călătorie la Arzrum, Путешествие в Арзрум; 1835–1836), celebrul poet rus Aleksandr Pușkin a povestit călătoriile sale în Caucaz și Armenia în timpul Războiului ruso-turc din 1828–1829.
„Am ieșit din cort în aerul curat al dimineții. Soarele răsărea. Pe cerul senin se putea vedea un munte cu două vârfuri acoperite de zăpadă albă. — Ce munte este acela? am întrebat, întinzându-mă, și am auzit răspunsul: „Acela este Ararat”. Ce efect puternic pot avea câteva silabe! Am privit cu aviditate muntele biblic, vedeam arca ancorată pe vârf în speranța regenerării și a vieții, vedeam corbul și porumbelul zburând departe, simboluri ale pedepsei și reconcilierii...”—Aleksandr Pușkin, Călătorie la Arzrum
Poetul simbolist rus Valeri Briusov s-a referit adesea la Ararat în poezia sa și a dedicat muntelui două poezii, care au fost publicate în 1917. Briusov a văzut Ararat ca întruchiparea vechimii poporului armean și a culturii sale.
În timpul călătoriilor sale din 1933 în Armenia, poetul rus Osip Mandelstam a scris tandru despre Ararat: „Am cultivat în mine un al șaselea simț, un „Ararat”, un sentiment al atracției pentru un munte”. Tot în urma unor călătorii în Armenia, scriitorul rus sovietic Vasili Grossman a observat Muntele Ararat din Erevan ridicându-se „înalt pe cerul albastru”. El a scris că „cu silueta sa blândă și fragedă, pare să crească nu din pământ, ci din cer, ca și cum s-ar fi condensat din norii săi albi și albastrul său profund. Este muntele înzăpezit, alb-albăstrui, luminat de soare, strălucind în ochii celor care au scris Biblia”.
În The Maximus Poems (1953), poetul american Charles Olson, care a crescut lângă cartierul armean din Worcester, Massachusetts, compară dealul Ararat din apropierea casei sale din copilărie cu muntele armenilor, „imaginându-și că poate surprinde perspectiva unui imigrant armean: priveliștea dealului Ararat ca Muntele Ararat”.
Cartea din 1970 a scriitorului turco-kurd de renume mondial Yașar Kemal, intitulată Ağrı Dağı Efsanesi (Legenda Muntelui Ararat) este inspirată dintr-o legendă locală despre un băiat sărac și fiica guvernatorului. Epopee a dragostei, legenda descrie iubirea dintre Ahmet și Gülbahar, care își apără tradițiile împotriva lui Mahmut Khan. Romanul lui Yașar Kemal, autor devotat miturilor și legendelor populare, constituie o analiză a profunzimilor psihologiei umane.
În romanul științifico-fantastic din 1984 Orion de Ben Bova, partea a treia intitulată Potopul este plasată pe o vale nespecificată de la poalele Muntelui Ararat. Personajul negativ, Ahriman, inundă valea topind calotele de zăpadă ale muntelui în încercarea de a opri inventarea agriculturii de către un grup de vânători-culegători din mezolitic.
Mai multe episoade majore din romanul științifico-fantastic de spionaj Declare (2001) de Tim Powers au loc pe Muntele Ararat. În carte, muntele este punctul focal al întâmplărilor supranaturale. Romanul prezintă o istorie secretă a Războiului Rece și a câștigat două premii importante de ficțiune fantastică.

### În cultura populară
Muzică
- „Holy Mountains”, a opta piesă de pe albumul Hypnotize (2005) al trupei System of a Down, trupă rock compusă din patru armeni americani, ”face referire la Muntele Ararat [.. .] considerând că sufletele pierdute în urma genocidului armean s-au întors să se odihnească acolo[206]”
- „Here’s to You Ararat” este o melodie de pe albumul din 2006 How Much is Yours al trupei Armenian Navy Band condusă de Arto Tunçboyacıyan[207]

Film
- Filmul din 2002 Ararat al regizorului armean-canadian Atom Egoyan prezintă Muntele Ararat ca simbol proeminent[208]
- Filmul documentar din 2011 Călătorie pe Ararat (Journey to Ararat) despre prima ascensiune pe vârful muntelui Ararat, reușită de Parrot și Abovian, a fost produs în Estonia de regizorul Riho Västrik[209][210], fiind prezentat la Festivalul Internațional de Film care a avut loc la Erevan în 2013[211]

Jocuri video
- În jocul video Warhammer 40000, Ararat este locul distrugerii Războinicilor Thunder[212].

## Ararat ca element toponimic

### State
- Pe lângă faptul că termenul Ararat este versiunea în ebraică a termenului Urartu[17], formațiunea statală din Epoca Fierului este adesea denumită „Regatul Araratian” sau „Regatul Ararat” (în armeană Արարատյան թագավորություն, Arartyan t'agavorut'yun) în istoriografia armeană[213][214]. Antropologul și istoricul Levon Abrahamian susține că acest nume îi conferă „o notă biblică și armeană[215]”.
- Republica Democrată Armeană, primul stat modern armean, care a existat între 1918 și 1920, a fost uneori numită[216] „Republica Araratiană” sau „Republica Ararat” (în armeană Արարատյան Հանրապետություն, Araratyan hanrapetut'yun) întrucât se afla în Câmpia Ararat[217][218].
- În 1927, partidul naționalist kurd Xoybûn condus de Ihsan Nuri a declanșat o rebeliune armată împotriva guvernului turc denumită „revolta Ararat” (în turcă Ağrı ayaklanmaları sau Ağrı isyanı), declarând independența Republicii Ararat (în kurdă Komara Araratê sau Komara Agiriyê), pe teritoriul din apropierea muntelui omonim[219][220].

### În Armenia
- În Armenia, patru localități poartă unul dintre cele două variante ale numelui muntelui, Ararat și Masis, toate fiind situate în Câmpia Ararat. Mai întâi, satul Davalu a fost redenumit Ararat în 1935, urmat de satul Tokhanshalu redenumit Masis în 1945 și de orașul muncitoresc al fabricii de ciment din Davalu din apropiere, care a fost de asemenea redenumit Ararat în 1947 (a primit statutul de oraș în 1962). Orașul feroviar Ulukhanlu a fost redenumit Masis în 1950, în timp ce fostul sat/oraș Ulukhanlu a fost redenumit Hrazdan și apoi Masis în 1969. Cele două localități au fuzionat în 1971, formând așezarea de tip urban Masis, actualul oraș omonim[221][222].
- În perioadele sovietică și post-sovietică timpurie au existat diviziuni administrative (shrjan sau raion) numite Ararat (Vedi până în 1968) și Masis, formate în 1930, respectiv 1968 și devenite părți ale Provinciei (marz) Ararat în 1995[223].
- Numele este folosit și de două eparhii ale Bisericii Apostolice Armene: Eparhia Patriarhală Araratiană și Dioceza Masyatsotn, care cuprind capitala Erevan și respectiv provincia Ararat[224][225].

### În lume
- În Turcia, Provincia Ağrı a fost numită după numele turcesc al muntelui în 1927, în timp ce capitala provinciei, Karaköse, a fost redenumită Ağrı în 1946[226].
- În Statele Unite, un râu („Ararat River”) din Virginia și Carolina de Nord a fost numit Ararat înainte de anul 1770, iar o comunitate neîncorporată („Ararat, North Carolina”) din Carolina de Nord a fost numită ulterior după râu[227]. O localitate din Pennsylvania („Ararat Township, Susquehanna County, Pennsylvania”) formată în 1852[228] și un munte („Mount Ararat, Pennsylvania”) din același stat american se numesc Ararat[229].
- În Australia, un oraș („Ararat, Victoria”) din statul Victoria a fost numit Ararat în 1840. Zona administrativă locală este numită de asemenea Ararat („Rural City of Ararat”), după numele muntelui[230][231].

### În spațiu
- 96205 Ararat este un asteroid, numit astfel în onoarea muntelui. A fost descoperit în 1992 de Freimut Börngen și Lutz D. Schmadel la Observatorul Karl Schwarzschild din Tautenburg, Germania. Numele a fost propus de Börngen[232].

### Ararat în România
- Ararat este numele revistei înființată în 1924 de gazetarul armean Victor-Vartan Mestugean care a apărut timp de 18 ani, până la decesul gazetarului, în ziua de 10 februarie 1942[233][234]. A reapărut după 1990, la inițiativa publicistului Arșag Bogdan Căuș, ca publicație în limba română a armenilor din România, sub egida Uniunii Armenilor din România, cu apariție bilunară, continuând tradiția publicației cu același nume din perioada interbelică. Primele numere au fost finanțate din donații ale membrilor comunității[235][236][237]. Din colectivul redacțional al revistei a făcut parte economistul, politicianul și scriitorul român de origine armeană Varujan Vosganian, președintele Uniunii Armenilor din România[238] de la reînființarea acesteia în 1990 și prim-vicepreședinte al Uniunii Scriitorilor din România din 2005[239].

## Ascensiuni
Despre muntele Ararat, misionarul din secolul al XIII-lea Willem van Rubroeck a scris: „Mulți au încercat să-l urce, dar nimeni nu a reușit”.

### Obiecții religioase
Biserica Apostolică Armeană s-a opus istoric ascensiunilor pe Ararat pe motive religioase. Thomas Stackhouse, un teolog englez din secolul al XVIII-lea, remarca: „Toți armenii sunt ferm convinși că arca lui Noe există și în prezent pe vârful muntelui Ararat și că, pentru a o păstra, nicio persoană nu are voie să-l abordeze”. Ca reacție la prima ascensiune reușită de către Parrot și Abovian, un duhovnic de rang înalt al Bisericii Armene a comentat că a urca pe muntele sacru înseamnă „a lega pântecele mamei întregii omeniri într-un mod drăcesc”. În schimb, în secolul XXI, ascensiunea pe Ararat este „cel mai apreciat obiectiv al unora dintre pelerinajele patriotice organizate în număr tot mai mare din Armenia și din diaspora armeană”.

### Prima ascensiune
Prima ascensiune documentată pe muntele Ararat a avut loc pe 9 octombrie [S.V. 27 septembrie] 1829. Naturalistul german baltic Friedrich Parrot de la Universitatea din Dorpat a sosit la Ecimiadzin la mijlocul lunii septembrie 1829, la aproape doi ani după capturarea Erevanului de către ruși, cu unicul scop de a explora muntele Ararat. Proeminentul scriitor armean Haceatur Abovian, pe atunci diacon și traducător la Catedrala Ecimiadzin, a fost desemnat de Catholicos Yeprem, capul Bisericii Armene, ca interpret și ghid.
Parrot și Abovian au traversat râul Aras în districtul Surmali și s-au îndreptat către satul armean Akori de pe versantul nordic al Ararat, la 1.220 de metri deasupra nivelulului mării. Au stabilit o tabără de bază la mănăstirea „Sfântul Iacob” de lângă Akori, cu 730 de metri mai sus, la o altitudine de 1.943 de metri. După două încercări eșuate, au atins vârful la a treia încercare, la ora 3:15, în după-amiaza zilei de 9 octombrie 1829. Grupul era format, în afară de Parrot și Abovian, din doi soldați ruși, Aleksei Zdorovenko și Matvei Chalpanov, și doi armeni din satul Akori, Hovhannes Aivazian și Murad Poghosian. Parrot a măsurat altitudinea vârfului folosind un barometru cu mercur, ajungând la o valoare de 5.250 de metri. Aceasta nu a fost doar prima ascensiune înregistrată a Ararat, ci și a doua cea mai înaltă înălțime urcată de om până la acea dată în afara muntelui Licancabur din Anzii chilieni. Abovian a săpat o groapă în gheață și a ridicat o cruce de lemn orientată spre nord. Abovian a luat și o bucată de gheață de pe vârf și a dus-o cu el într-o sticlă, considerând-o apă sfântă. Pe 8 noiembrie [S.V. 27 octombrie] 1829, Parrot și Abovian, avându-l drept ghid pe Hako, fratele vânătorului Sahak din Akori, au escaladat Micul Ararat.

### Alte ascensiuni
În anii de după prima ascensiune reușită pe muntele Ararat, 
alți alpiniști și oameni de știință au repetat performanța, printre care climatologul și meteorologul rus Kozma Spassky-Avtonomov în august 1834, Karl Behrens în 1835, mineralogul și geologul german Otto Wilhelm Hermann von Abich la 29 iulie 1845, politicianul britanic Henry Danby Seymour în 1848, ofițerul și diplomatul britanic Robert Stuart în 1856. iar mai târziu, în secolul al XIX-lea, doi politicieni și savanți britanici, James Bryce în 1876 și Henry Finnis Blosse Lynch în 1893. 
Prima ascensiune pe timp de iarnă a fost reușită de alpinistul turc Bozkurt Ergör, președinte al Federației Turce de Alpinism, la 21 februarie 1970.

## Turism
În Parcul Național Ağrı Dağı există puține trasee de drumeție, principala atracție fiind ascensiunea către vârful muntelui Ararat. Totuși, oricine dorește să viziteze regiunea și să încerce escaladarea muntelui Ararat trebuie să fie însoțit de un ghid autorizat desemnat de Federația Turcă de Alpinism și să obțină în prealabil un „permis militar”, în urma depunerii unei cereri oficiale la o ambasadă a Turciei prin care să se solicite eliberarea unei vize speciale pentru accesul în zona muntelui Ararat.
Escaladarea muntelui Ararat nu este considerată dificilă din punct de vedere tehnic, principala provocare pentru alpiniști fiind altitudinea sa ridicată, care necesită câteva zile pentru aclimatizare.

Obiective turistice din zona muntelui Ararat
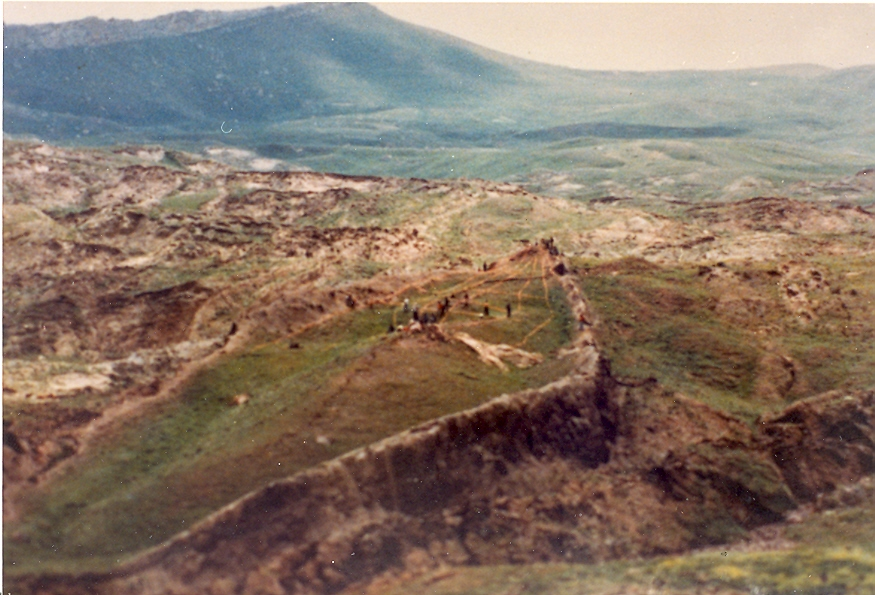
Presupusul loc de acostare al Arcei lui Noe lângă Doğubeyazıt, Turcia, la 27 km sud de muntele Ararat
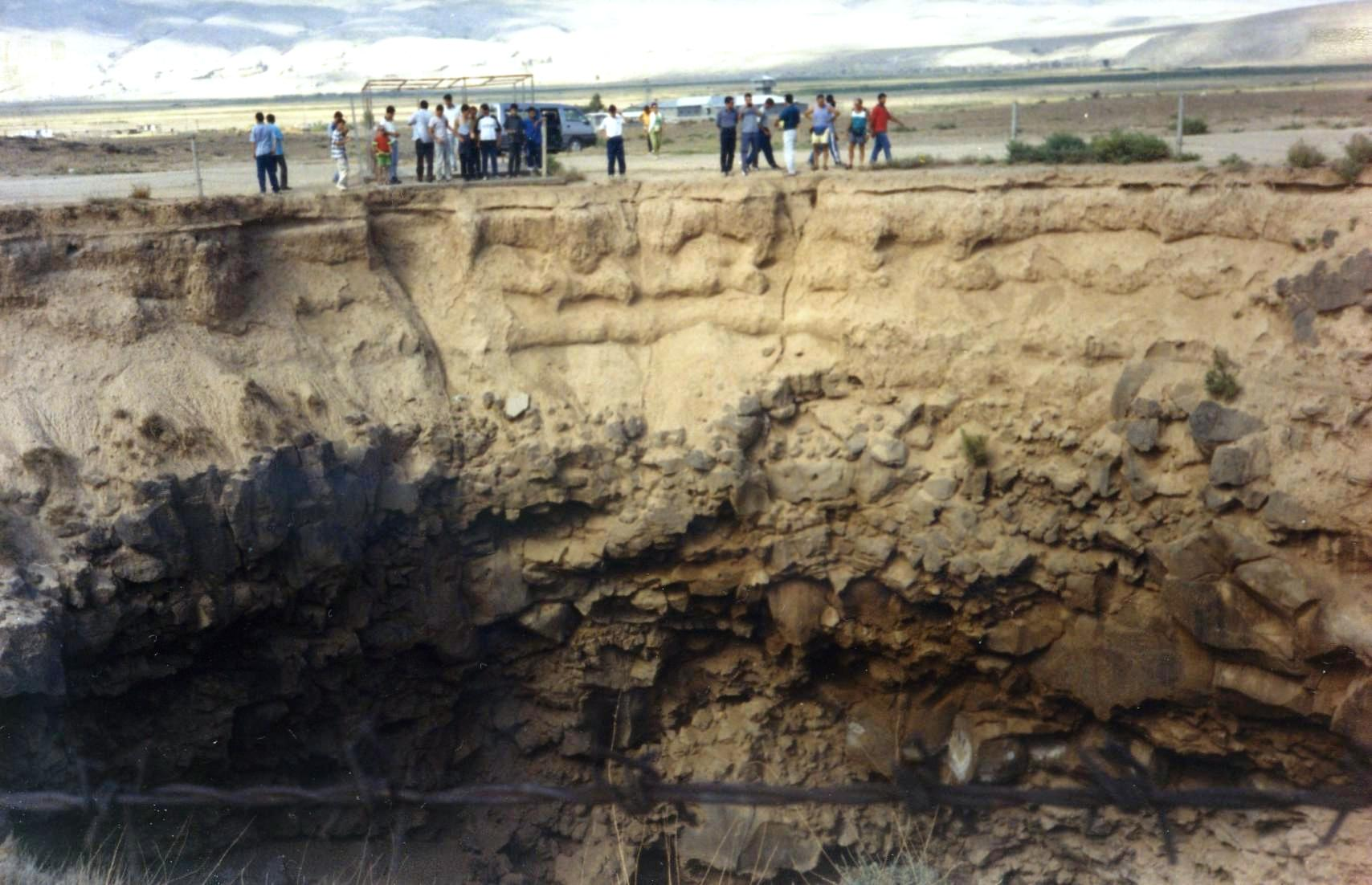
„Groapa meteorică” din Parcul Național Ağrı Dağı

### Trasee montane
Pentru a ajunge pe vârful muntelui Ararat, se poate alege una dintre cele 3 variante de traseu:
- ascensiune pe versantul sudic: plecare din satul Topçatan, provincia Ağrı - satul Eli - tabăra verde și ruta spre vârf,
- ascensiune pe versantul estic: prin pasul Serdarbulak dintre cele două vârfuri (în turcă Büyük Ağrı Dağı și Küçük Ağrı Dağı), cu plecare din orașul Aralik, provincia Iğdır,
- ascensiune pe versantul vestic: plecare din satul Örtülü, provincia Ağrı - Lacul Küp - ruta spre vârf[75].

Masivul Ararat
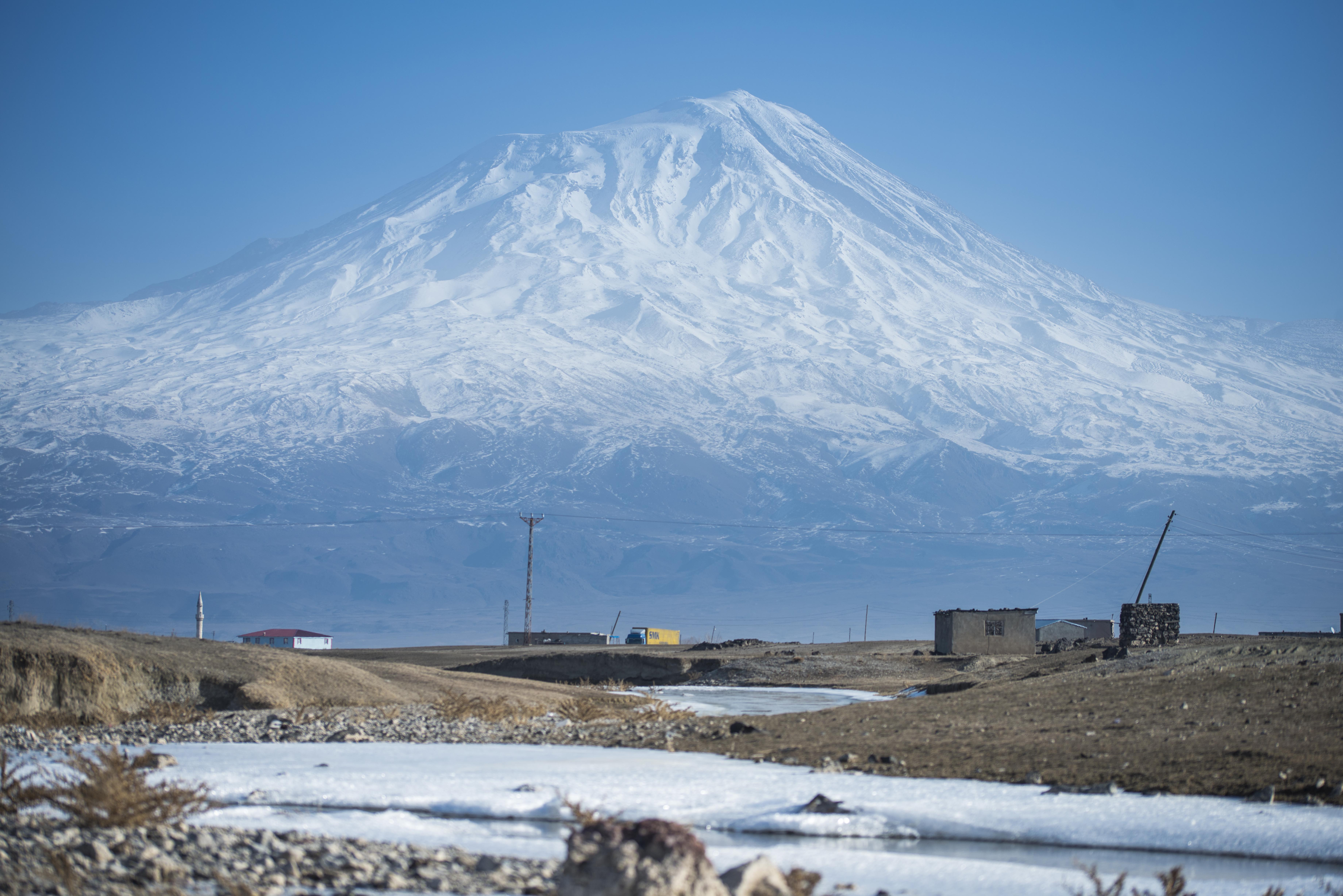
Muntele Ararat în anotimpul rece
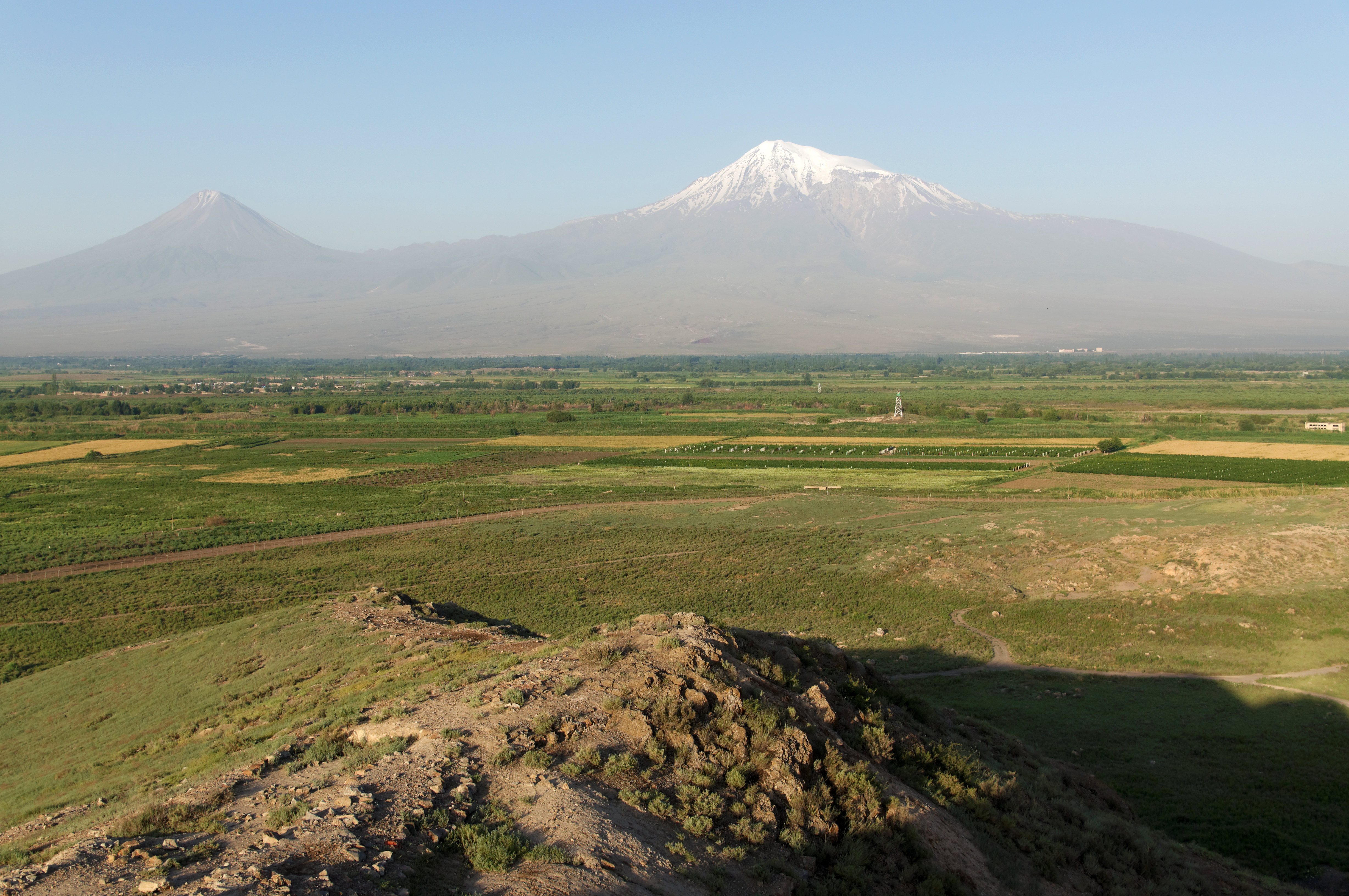
Câmpia Ararat și cele două conuri vulcanice principale ale masivului omonim
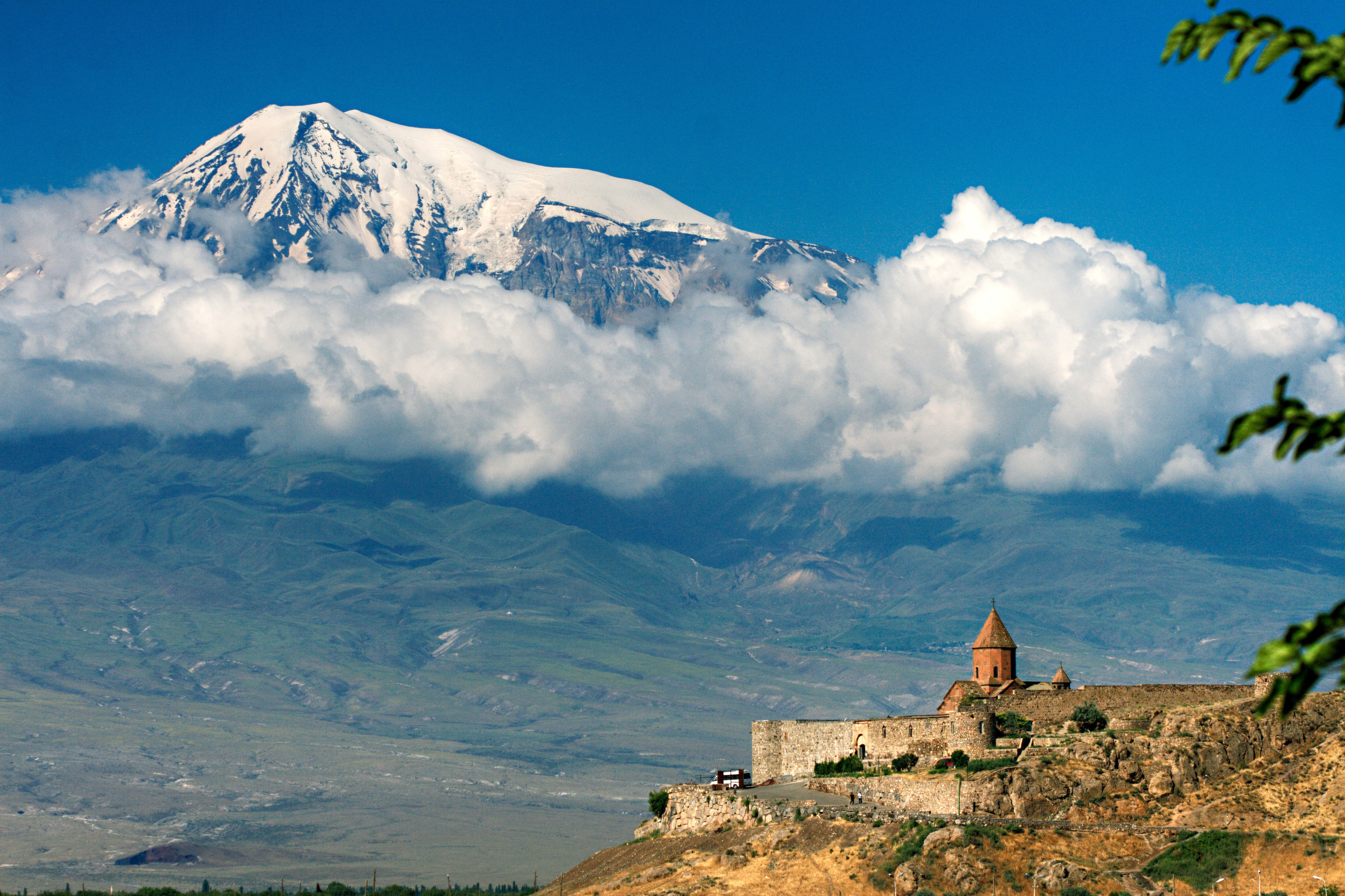
Muntele Ararat și mănăstirea Khor Virap, Armenia
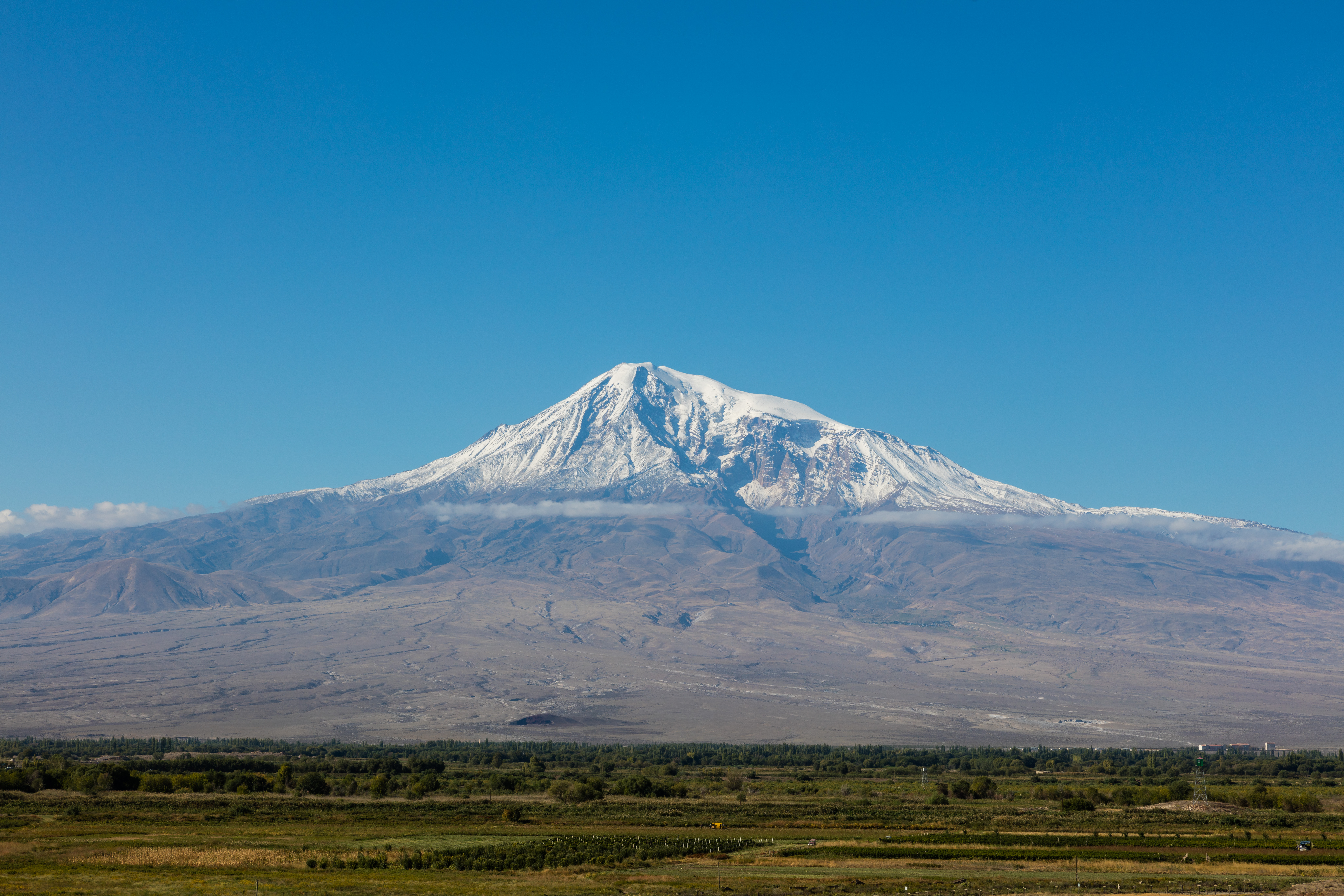
Muntele Ararat văzut dinspre Ararat, Armenia
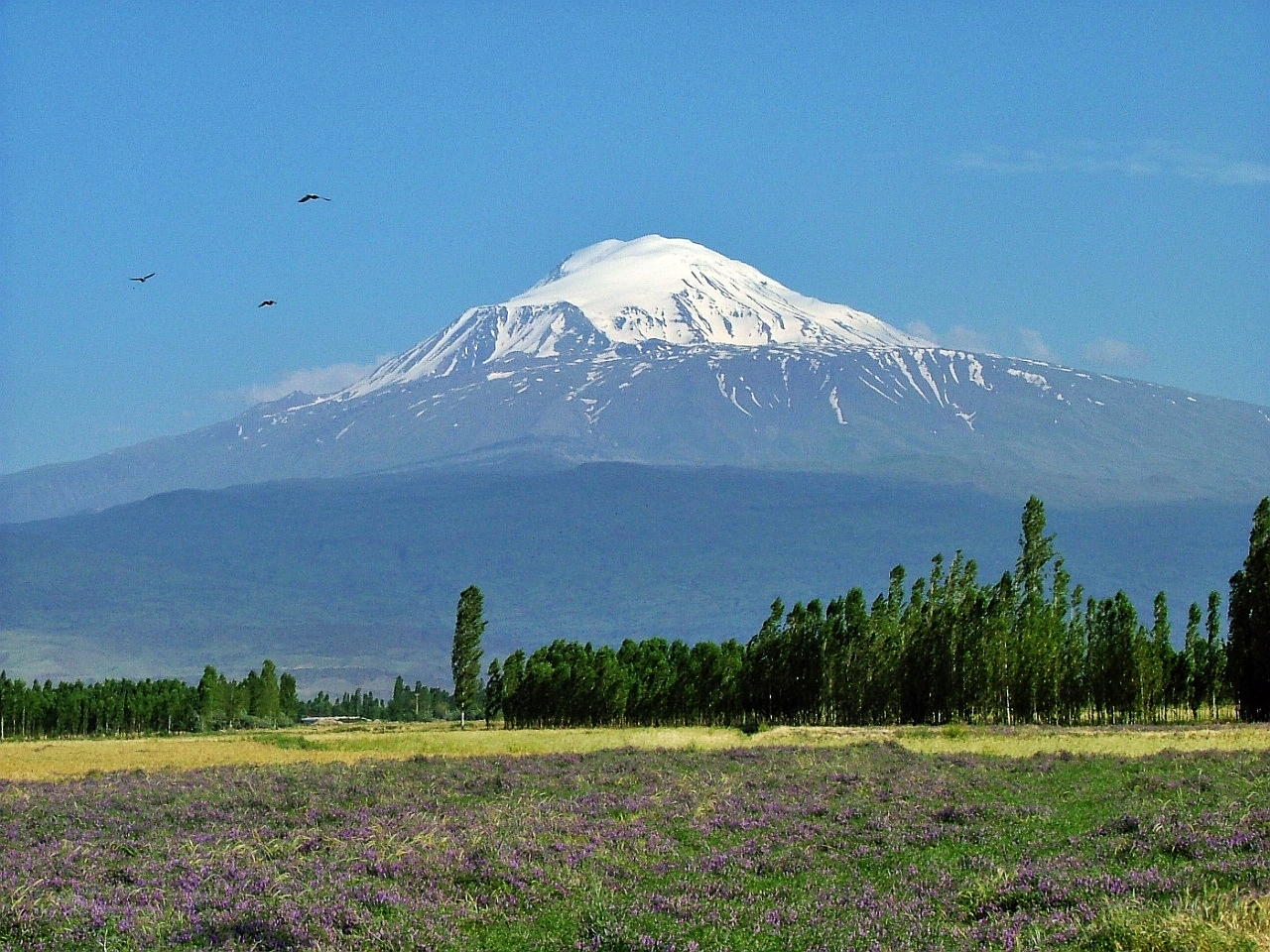
Muntele Ararat văzut dinspre Iğdır, Turcia
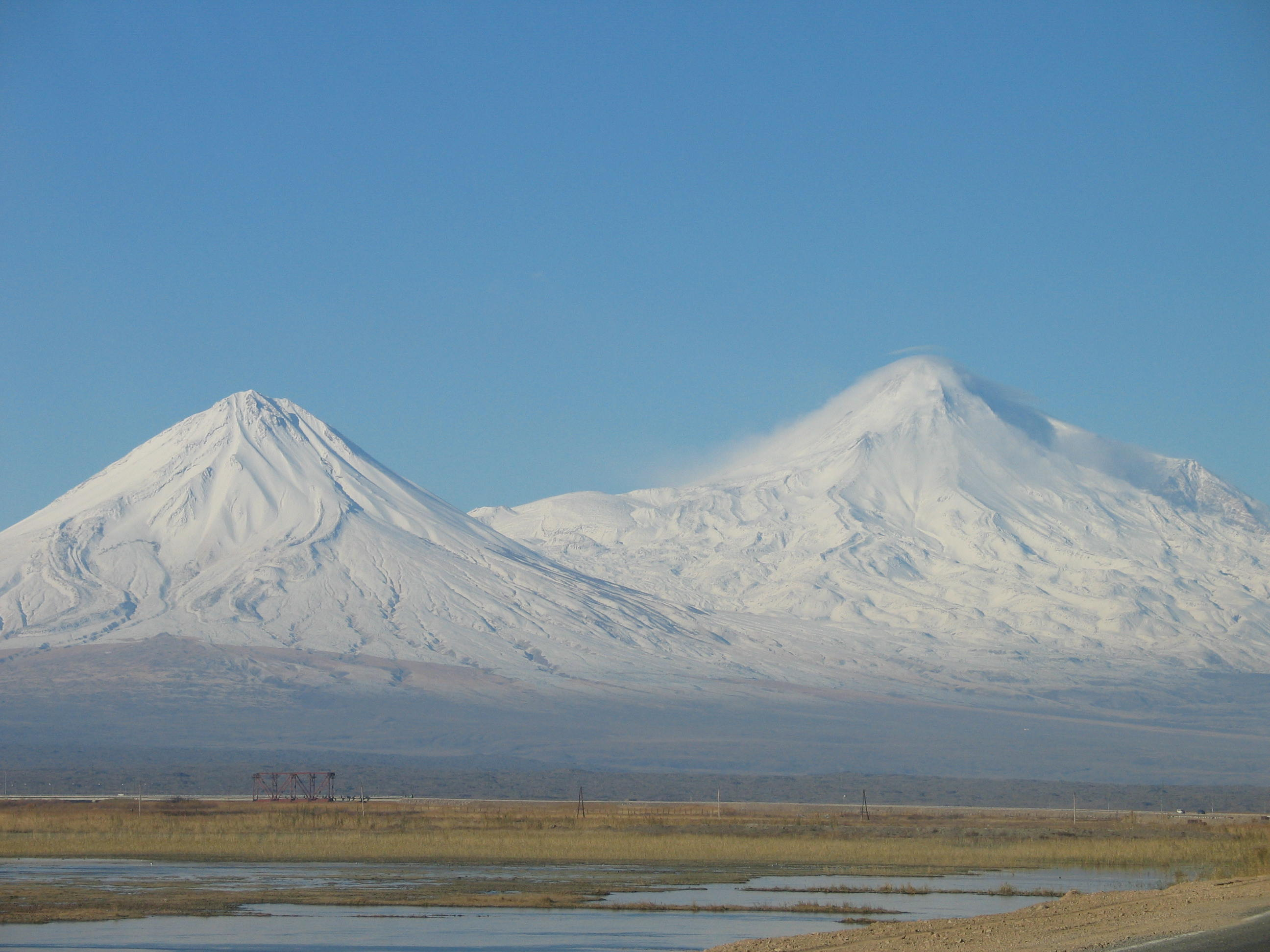
Muntele Ararat văzut dinspre Nahicevan, Azerbaidjan
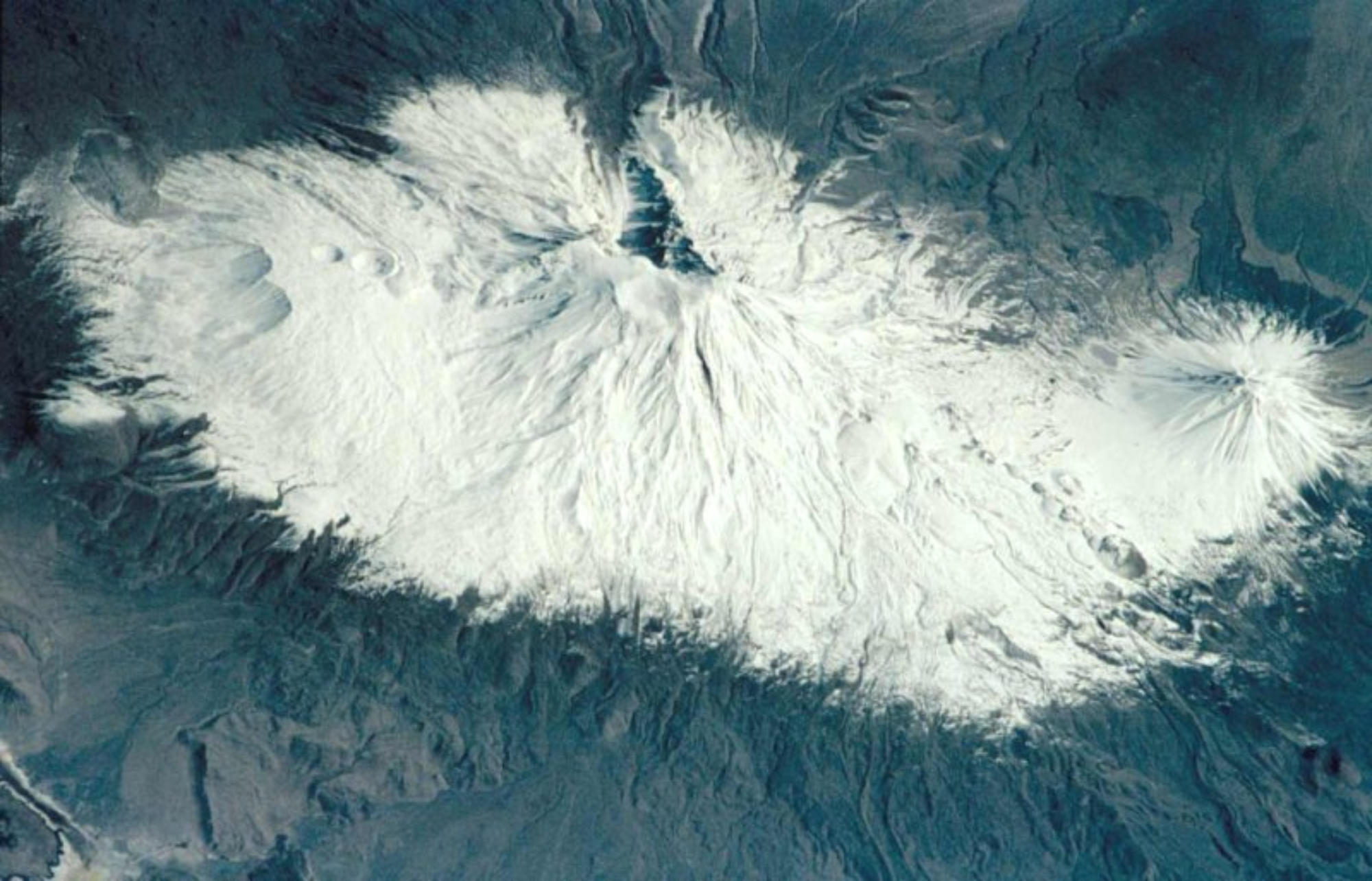
Masivul Ararat văzut de pe Naveta spațială, 18 martie 2001
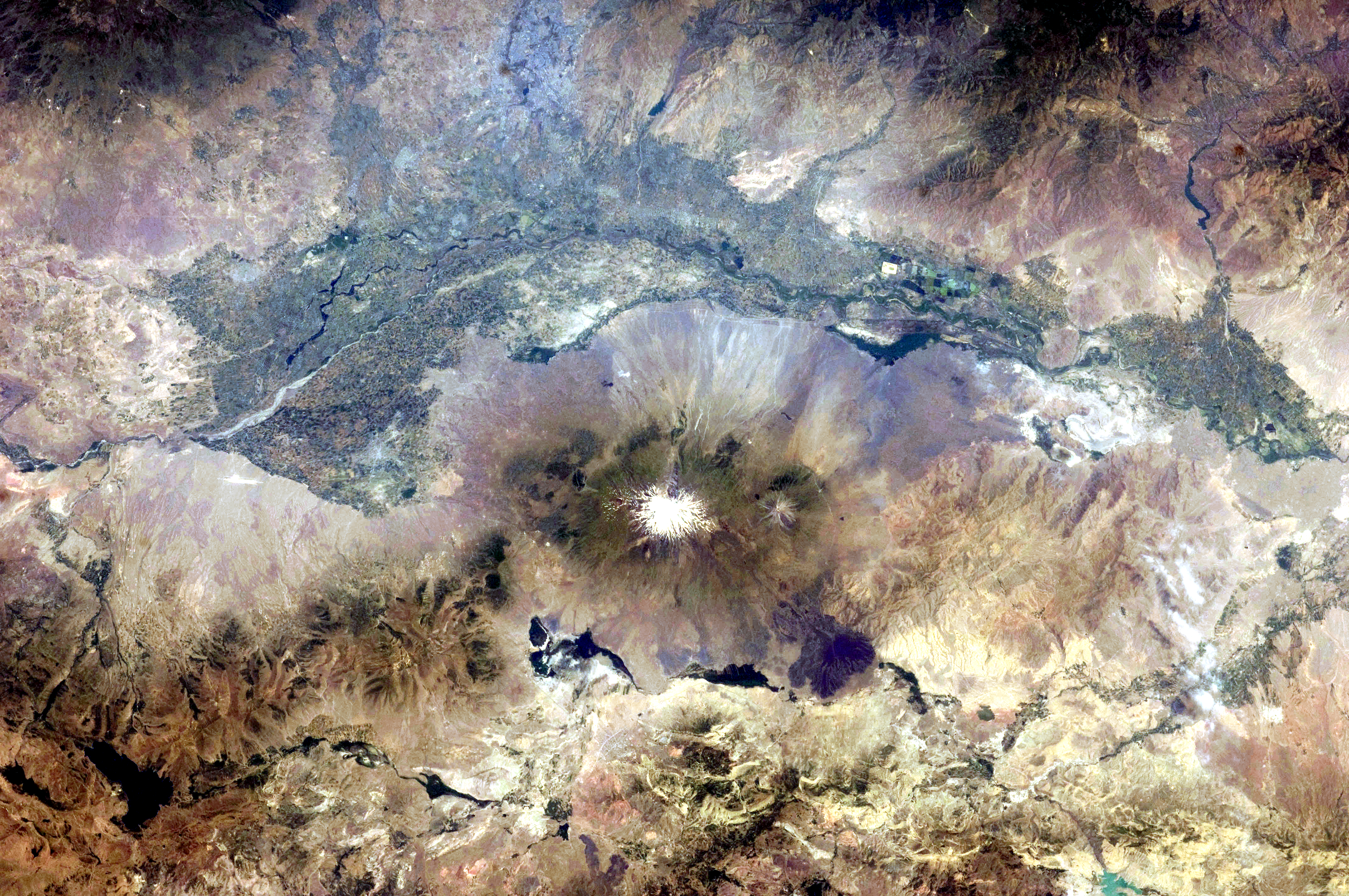
Masivul Ararat văzut de pe Stația Spațială Internațională, 8 iulie 2011

#### Ararat
- en Parrot, Friedrich (2016) [1846]. Journey to Ararat [Călătorie pe Ararat]. Tradus de William Desborough Cooley. Londra: Gomidas Institute. ISBN 978-1909382244.
- Dwight, Harrison Gray Otis (1856). „Armenian Traditions about Mt. Ararat” [Tradiții armene despre Muntele Ararat]. Journal of the American Oriental Society. 5: 189–191. doi:10.2307/592222. JSTOR 592222.
- en Bryce, James (1877). Transcaucasia and Ararat: Being Notes of a Vacation Tour in Autumn of 1876 [Transcaucazia și Ararat: însemnări ale unui tur de vacanță din toamna anului 1876]. Londra: Macmillan & Co. ISBN 9780484366748.
- de Murad, Friedrich (1901). Ararat und Masis: Studien zur armenischen Altertumskunde und Litteratur [Ararat și Masis: Studii despre antichitatea și literatura armeană] (în germană). Heidelberg: Carl Winters Universitätsbuchhandlung. OCLC 920338.
- ru Novoseltsev, Anatoly (1978). „О местонахождении библейской "горы Арарат"” [Despre locația biblicilor "munți Ararat"]. Восточная Европа в древности и средневековье [Europa de Est în antichitate și Evul Mediu] (PDF) (în rusă). Moscova: Nauka. pp. 61–66. OCLC 5649636.
- Ketchian, Philip K. (24 decembrie 2005). „Climbing Ararat: Then and Now” [Escaladarea muntelui Ararat: atunci și acum]. The Armenian Weekly. 71 (52). Arhivat din original la 8 septembrie 2009.
- hy Melkonyan, Ashot (2008). Արարատ. Հայոց անմահության խորհուրդը [Ararat. Simbol al nemuririi armene] (în armeană). Erevan: Tigran Mets Publishing. OCLC 429485564.
- Petrossyan, Sargis (2010). „Արարատյան լեռների հին անունների և անվանադիրների մասին” [Despre numele și eponimele antice ale munților Ararat]. Patma-Banasirakan Handes. 3 (3): 220–227.
- en Antonson, Rick (2016). Full Moon over Noah's Ark: An Odyssey to Mount Ararat and Beyond [Luna plină peste Arca lui Noe: O odisee pe Muntele Ararat și mai departe]. New York: Skyhorse Publishing. ISBN 9781510705654.
- Petrosyan, Armen (2016). „Biblical Mt. Ararat: Two Identifications” (PDF). Comparative Mythology. Cambridge, MA: International Association for Comparative Mythology,. 2 (1): 68–80. ISSN 2409-9899. Accesat în 11 martie 2024.

#### Armenia, Ararat
- en Gregory, S. M. (1920). The land of Ararat: twelve discourses on Armenia, her history and her church [Țara Ararat: douăsprezece discursuri despre Armenia, istoria ei și biserica ei]. Londra: Chiswick Press. OCLC 281864211.
- en Elliott, Mabel Evelyn (1924). Beginning Again at Ararat [Un nou început la Ararat]. New York, NY: Fleming H. Revell Company. OCLC 328588.
- en Yeghenian, Aghavnie Y. (2013) [1932]. The Red Flag at Ararat [Steagul roșu de pe Ararat]. Londra: Sterndale Classics (Gomidas Institute). ISBN 9781909382022.
- en Burney, Charles; Lang, David Marshall (1971). The Peoples of the Hills: Ancient Ararat and Caucasus [Poporele munților: anticul Ararat și Caucaz]. Londra: Weidenfeld and Nicolson. doi:10.1017/S0035869X00130564. ISBN 9780297004950.
- en Arlen, Michael J. (2006) [1975]. Passage to Ararat [Trecere spre Ararat]. New York: Farrar, Straus and Giroux. ISBN 978-0374530129.
- en Suny, Ronald Grigor (1993). Looking Toward Ararat: Armenia in Modern History [Privind spre Ararat: Armenia în istoria modernă]. Bloomington: Indiana University Press. ISBN 978-0253207739.
- en Walker, Christopher J., ed. (1997). Visions of Ararat: Writings on Armenia [Viziuni despre Ararat: Scrieri despre Armenia]. Londra: I.B. Tauris. ISBN 9781860641114.
- en Asher, Armen; Minasian Asher, Teryl (2009). The Peoples of Ararat [Popoarele din Ararat]. Charleston: BookSurge Publishing. ISBN 978-1439225677.
- en Golden, Christopher (2017). Ararat. New York: St. Martin's Press. ISBN 978-1250117052.